# Olympische Sommerspiele 2020/Teilnehmer (China)
| Gelbes Symbol für Goldmedaillen mit stilisierten Olympischen Ringen | Graues Symbol für Silbermedaillen mit stilisierten Olympischen Ringen | Braundes Symbol für Bronzemedaillen mit stilisierten Olympischen Ringen |
| ------------------------------------------------------------------- | --------------------------------------------------------------------- | ----------------------------------------------------------------------- |
| 38                                                                  | 32                                                                    | 18                                                                      |

Die Volksrepublik China nahm an den Olympischen Spielen 2020 mit 409 Sportlern in 34 Sportarten in Tokio teil. Es war Chinas elfte Teilnahme an Olympischen Sommerspielen.

## Medaillengewinner

### Gold
| Name                                                                | Sportart       | Wettkampf                      |
| ------------------------------------------------------------------- | -------------- | ------------------------------ |
| Hou Zhihui                                                          | Gewichtheben   | Klasse bis 49 kg (Frauen)      |
| Wang Zhouyu                                                         | Gewichtheben   | Klasse bis 87 kg (Frauen)      |
| Li Wenwen                                                           | Gewichtheben   | Klasse über 87 kg (Frauen)     |
| Li Fabin                                                            | Gewichtheben   | Klasse bis 61 kg (Männer)      |
| Chen Lijun                                                          | Gewichtheben   | Klasse bis 67 kg (Männer)      |
| Shi Zhiyong                                                         | Gewichtheben   | Klasse bis 73 kg (Männer)      |
| Lü Xiaojun                                                          | Gewichtheben   | Klasse bis 81 kg (Männer)      |
| Chen Yunxia Zhang Ling Lyu Yang Cui Xiaotong                        | Rudern         | Doppelvierer Frauen            |
| Zhang Yufei                                                         | Schwimmen      | 200 m Schmetterling            |
| Yang Junxuan Tang Muhan Zhang Yufei Li Bingjie Zhang Yifan Dong Jie | Schwimmen      | 4 × 200 m Freistil Frauen      |
| Liu Yang                                                            | Turnen         | Ringe Männer                   |
| Guan Chenchen                                                       | Turnen         | Schwebebalken                  |
| Chen Yuxi Zhang Jiaqi                                               | Wasserspringen | Synchronspringen 10 m (Frauen) |
| Shi Tingmao                                                         | Wasserspringen | Kunstspringen 3 m (Frauen)     |
| Shi Tingmao Wang Han                                                | Wasserspringen | Synchronspringen 3 m (Frauen)  |
| Quan Hongchan                                                       | Wasserspringen | Turmspringen 10 m (Frauen)     |
| Cao Yuan                                                            | Wasserspringen | Turmspringen 10 m (Männer)     |
| Xie Siyi                                                            | Wasserspringen | Kunstspringen 3 m (Männer)     |
| Wang Zongyuan Xie Siyi                                              | Wasserspringen | Synchronspringen 3 m (Männer)  |

### Silber
| Name         | Sportart     | Wettkampf                 |
| ------------ | ------------ | ------------------------- |
| Liao Qiuyun  | Gewichtheben | Klasse bis 55 kg (Frauen) |
| Zhang Yufei  | Schwimmen    | 100 m Schmetterling       |
| Xiao Ruoteng | Turnen       | Einzelmehrkampf Männer    |
| You Hao      | Turnen       | Ringe Männer              |
| Tang Xijing  | Turnen       | Schwebebalken             |

### Bronze
| Name                                                                                                 | Sportart       | Wettkampf                   |
| --- | -------------- | --------------------------- |
| Liu Zhiyu Zhang Liang                                                                                | Rudern         | Doppelzweier Männer         |
| Li Bingjie                                                                                           | Schwimmen      | 400 m Freistil Frauen       |
| Wan Jiyuan Wang Lili Yang Shuyu Zhang Zhiting                                                        | 3×3-Basketball | 3×3 (Damen)                 |
| Wang Zifeng Wang Yuwei Xu Fei Miao Tian Zhang Min Ju Rui Li Jingjing Guo Linlin Zhang Dechang (Stm.) | Rudern         | Achter Frauen               |
| Lin Chaopan Sun Wei Xiao Ruoteng Zou Jingyuan                                                        | Turnen         | Mannschaftsmehrkampf Männer |
| Xiao Ruoteng                                                                                         | Turnen         | Boden Männer                |

## Teilnehmer nach Sportarten

### Badminton
| Athleten                  | Wettbewerb | Gruppenphase                    | Gruppenphase              | Gruppenphase | Gruppenphase | Achtelfinale | Achtelfinale            | Viertelfinale                | Viertelfinale             | Halbfinale                 | Halbfinale                | Finale               | Finale                    | Rang   |
| Athleten                  | Wettbewerb | Gegner                          | Ergebnis                  | Punkte       | Rang         | Gegner       | Ergebnis                | Gegner                       | Ergebnis                  | Gegner                     | Ergebnis                  | Gegner               | Ergebnis                  | Rang   |
| ------------------------- | ---------- | ------------------------------- | ------------------------- | ------------ | ------------ | ------------ | ----------------------- | ---------------------------- | ------------------------- | -------------------------- | ------------------------- | -------------------- | ------------------------- | ------ |
| Frauen                    |            |                                 |                           |              |              |              |                         |                              |                           |                            |                           |                      |                           |        |
| Chen Yufei                | Einzel     | N. Yiğit                        | 2:0 (21:14, 21:9)         | 84:31        | 1            | —            | —                       | An S.-y.                     | 2:0 (21:18, 21:19)        | He B.                      | 2:1 (21:16, 13:21, 21:12) | Tai T.-y.            | 2:1 (21:18, 19:21, 21:18) | Gold   |
| Chen Yufei                | Einzel     | D. Hany                         | 2:0 (21:5, 21:3)          | 84:31        | 1            | —            | —                       | An S.-y.                     | 2:0 (21:18, 21:19)        | He B.                      | 2:1 (21:16, 13:21, 21:12) | Tai T.-y.            | 2:1 (21:18, 19:21, 21:18) | Gold   |
| He Bingjiao               | Einzel     | S. Aghaei                       | 2:0 (21:11, 21:3)         | 84:23        | 1            | Zhang B.     | r (14:21, 9:7r)         | N. Okuhara                   | 2:1 (13:21, 21:13, 21:14) | Chen Y.                    | 2:1 (21:16, 13:21, 21:12) | P. V. Sindhu         | 0:2 (13:21, 15:21)        | 4      |
| He Bingjiao               | Einzel     | F. N. Abdul Razzaq              | 2:0 (21:6, 21:3)          | 84:23        | 1            | Zhang B.     | r (14:21, 9:7r)         | N. Okuhara                   | 2:1 (13:21, 21:13, 21:14) | Chen Y.                    | 2:1 (21:16, 13:21, 21:12) | P. V. Sindhu         | 0:2 (13:21, 15:21)        | 4      |
| Chen Qingchen Jia Yifan   | Doppel     | Kim S.-y. / Kong H.-y.          | 2:1 (19:21, 21:16, 21:14) | 145:100      | 1            | —            | —                       | Y. Fukushima / S. Hirota     | 2:1 (18:21, 21:10, 21:10) | Kim S.-y. / Kong H.-y.     | 2:0 (21:15, 21:11)        | G. Polii / A. Rahayu | 0:2 (19:21, 15:21)        | Silber |
| Chen Qingchen Jia Yifan   | Doppel     | G. Stoewa / S. Stoewa           | 2:0 (21:18, 21:15)        | 145:100      | 1            | —            | —                       | Y. Fukushima / S. Hirota     | 2:1 (18:21, 21:10, 21:10) | Kim S.-y. / Kong H.-y.     | 2:0 (21:15, 21:11)        | G. Polii / A. Rahayu | 0:2 (19:21, 15:21)        | Silber |
| Chen Qingchen Jia Yifan   | Doppel     | J. Kititharakul / R. Prajongjai | 2:0 (21:6, 21:10)         | 145:100      | 1            | —            | —                       | Y. Fukushima / S. Hirota     | 2:1 (18:21, 21:10, 21:10) | Kim S.-y. / Kong H.-y.     | 2:0 (21:15, 21:11)        | G. Polii / A. Rahayu | 0:2 (19:21, 15:21)        | Silber |
| Du Yue Li Yinhui          | Doppel     | M. Fruergaard / S. Thygesen     | 2:0 (21:13, 21:15)        | 115:91       | 2            | —            | —                       | G. Polii / A. Rahayu         | 1:2 (15:21, 22:20, 17:21) | ausgeschieden              | ausgeschieden             | ausgeschieden        | ausgeschieden             | 5–8    |
| Du Yue Li Yinhui          | Doppel     | S. Mapasa / G. Somerville       | 2:0 (21:9, 21:12)         | 115:91       | 2            | —            | —                       | G. Polii / A. Rahayu         | 1:2 (15:21, 22:20, 17:21) | ausgeschieden              | ausgeschieden             | ausgeschieden        | ausgeschieden             | 5–8    |
| Du Yue Li Yinhui          | Doppel     | Lee S.-h. / Shin S.-c.          | 0:2 (19:21, 12:21)        | 115:91       | 2            | —            | —                       | G. Polii / A. Rahayu         | 1:2 (15:21, 22:20, 17:21) | ausgeschieden              | ausgeschieden             | ausgeschieden        | ausgeschieden             | 5–8    |
| Männer                    |            |                                 |                           |              |              |              |                         |                              |                           |                            |                           |                      |                           |        |
| Chen Long                 | Einzel     | R. Must                         | 2:0 (21:10, 21:9)         | 84:40        | 1            | Lee Z. J.    | 2:1 (8:21, 21:19, 21:5) | Chou T.-C.                   | 2:1 (21:14, 9:21, 21:14)  | A. Ginting                 | 2:0 (21:16, 21:11)        | V. Axelsen           | 0:2 (15:21, 12:21)        | Silber |
| Chen Long                 | Einzel     | P. Abián                        | 2:0 (21:11, 21:10)        | 84:40        | 1            | Lee Z. J.    | 2:1 (8:21, 21:19, 21:5) | Chou T.-C.                   | 2:1 (21:14, 9:21, 21:14)  | A. Ginting                 | 2:0 (21:16, 21:11)        | V. Axelsen           | 0:2 (15:21, 12:21)        | Silber |
| Shi Yuqi                  | Einzel     | M. Abela                        | 2:0 (21:8, 21:9)          | 42:17        | 1            | J. Christie  | 2:0 (21:11, 21:9)       | V. Axelsen                   | 0:2 (13:21, 13:21)        | ausgeschieden              | ausgeschieden             | ausgeschieden        | ausgeschieden             | 5      |
| Shi Yuqi                  | Einzel     | S. Opti                         | 2:0 (DNS)                 | 42:17        | 1            | J. Christie  | 2:0 (21:11, 21:9)       | V. Axelsen                   | 0:2 (13:21, 13:21)        | ausgeschieden              | ausgeschieden             | ausgeschieden        | ausgeschieden             | 5      |
| Li Junhui Liu Yuchen      | Doppel     | P. Chew / R. Chew               | 2:0 (21:9, 21:17)         | 126:83       | 1            | —            | —                       | K. Astrup / A. Rasmussen     | 2:0 (12:21, 21:14, 21:19) | A. Chia / Soh W. Y.        | 2:0 (24:22, 21:13)        | Lee Y. / Wang C.-L.  | 0:2 (18:21, 12:21)        | Silber |
| Li Junhui Liu Yuchen      | Doppel     | M. Lamsfuß / M. Seidel          | 2:0 (21:14, 21:13)        | 126:83       | 1            | —            | —                       | K. Astrup / A. Rasmussen     | 2:0 (12:21, 21:14, 21:19) | A. Chia / Soh W. Y.        | 2:0 (24:22, 21:13)        | Lee Y. / Wang C.-L.  | 0:2 (18:21, 12:21)        | Silber |
| Li Junhui Liu Yuchen      | Doppel     | T. Kamura / K. Sonoda           | 2:0 (21:14, 21:16)        | 126:83       | 1            | —            | —                       | K. Astrup / A. Rasmussen     | 2:0 (12:21, 21:14, 21:19) | A. Chia / Soh W. Y.        | 2:0 (24:22, 21:13)        | Lee Y. / Wang C.-L.  | 0:2 (18:21, 12:21)        | Silber |
| Mixed                     |            |                                 |                           |              |              |              |                         |                              |                           |                            |                           |                      |                           |        |
| Zheng Siwei Huang Yaqiong | Doppel     | A. H. Elgamal / D. Hany         | 2:0 (21:5, 21:10)         | 127:81       | 1            | —            | —                       | P. Jordan / M. D. Oktavianti | 2:0 (21:17, 21:15)        | Tang C. M. / Tse Y. S.     | 2:0 (21:16, 21:12)        | Wang Y. / Huang D.   | 1:2 (17:21, 21:17, 19:21) | Silber |
| Zheng Siwei Huang Yaqiong | Doppel     | R. Tabeling / S. Piek           | 2:0 (21:15, 22:20)        | 127:81       | 1            | —            | —                       | P. Jordan / M. D. Oktavianti | 2:0 (21:17, 21:15)        | Tang C. M. / Tse Y. S.     | 2:0 (21:16, 21:12)        | Wang Y. / Huang D.   | 1:2 (17:21, 21:17, 19:21) | Silber |
| Zheng Siwei Huang Yaqiong | Doppel     | Seo S.-j. / Chae Y.-j.          | 2:0 (21:14, 21:17)        | 127:81       | 1            | —            | —                       | P. Jordan / M. D. Oktavianti | 2:0 (21:17, 21:15)        | Tang C. M. / Tse Y. S.     | 2:0 (21:16, 21:12)        | Wang Y. / Huang D.   | 1:2 (17:21, 21:17, 19:21) | Silber |
| Wang Yilu Huang Dongping  | Doppel     | M. Lamsfuß / I. Herttrich       | 2:0 (24:22, 21:17)        | 129:101      | 1            | —            | —                       | Seo S.-j. / Chae Y.-j.       | 2:0 (21:9, 21:16)         | Y. Watanabe / A. Higashino | 2:1 (21:23, 21:15, 21:14) | Zheng S. / Huang Y.  | 2:1 (21:17, 17:21, 21:19) | Gold   |
| Wang Yilu Huang Dongping  | Doppel     | Tang C. M. / Tse Y. S.          | 2:0 (21:12, 21:18)        | 129:101      | 1            | —            | —                       | Seo S.-j. / Chae Y.-j.       | 2:0 (21:9, 21:16)         | Y. Watanabe / A. Higashino | 2:1 (21:23, 21:15, 21:14) | Zheng S. / Huang Y.  | 2:1 (21:17, 17:21, 21:19) | Gold   |
| Wang Yilu Huang Dongping  | Doppel     | Chan P. S. / Goh L. Y.          | 2:0 (21:13, 21:19)        | 129:101      | 1            | —            | —                       | Seo S.-j. / Chae Y.-j.       | 2:0 (21:9, 21:16)         | Y. Watanabe / A. Higashino | 2:1 (21:23, 21:15, 21:14) | Zheng S. / Huang Y.  | 2:1 (21:17, 17:21, 21:19) | Gold   |

### Basketball

#### Basketball
| Wettbewerb    | Damen |
| ------------- | --- |
| Athleten      | Han Xu Huang Sijing Li Meng Li Yuan Li Yueru Pan Zhenqi Shao Ting Sun Mengran Wang Siyu Wu Tongtong Yang Liwei Zhang Ru |
| Coach         | Xu Limin |
| Gruppenphase  | Puerto Rico (97–55) Australien (76–74) Belgien (74–62)                                                                  |
| Viertelfinale | Serbien (70–77) |
| Halbfinale    | ausgeschieden |
| Finale        | ausgeschieden |
| Platzierung   | 5. Platz |

#### 3×3 Basketball
| Wettbewerb     | Damen | Herren |
| -------------- | --- | --- |
| Athleten       | Wan Jiyuan Wang Lili Yang Shuyu Zhang Zhiting                                                                           | Gao Shiyan Hu Jinqiu Li Haonan Yan Peng                                                                      |
| Gruppenphase   | Rumänien (21–10) ROC (9–19) Italien (22–13) Frankreich (20–13) Japan (15–12) Vereinigte Staaten (19–21) Mongolei (21–9) | Serbien (13–22) ROC (13–21) Lettland (17–18) Niederlande (18–21) Belgien (21–20) Polen (21–19) Japan (16–21) |
| Viertelfinale  | Italien (19–13) | ausgeschieden                                                                                                |
| Halbfinale     | ROC (14–21) | ausgeschieden                                                                                                |
| Medaillenrunde | Frankreich (16–14) | ausgeschieden                                                                                                |
| Platzierung    | Bronze | 8. Platz |

### Beachvolleyball
| Athleten             | Gruppenphase        | Gruppenphase              | Gruppenphase | Gruppenphase | Achtelfinale               | Achtelfinale       | Viertelfinale | Viertelfinale | Halbfinale    | Halbfinale    | Finale        | Finale        | Rang |
| Athleten             | Gegner              | Ergebnis                  | Punkte       | Rang         | Gegner                     | Ergebnis           | Gegner        | Ergebnis      | Gegner        | Ergebnis      | Gegner        | Ergebnis      | Rang |
| -------------------- | ------------------- | ------------------------- | ------------ | ------------ | -------------------------- | ------------------ | ------------- | ------------- | ------------- | ------------- | ------------- | ------------- | ---- |
| Frauen               |                     |                           |              |              |                            |                    |               |               |               |               |               |               |      |
| Wang Fan Xia Xinyi   | Bansley / Wilkerson | 2:1 (18:21, 21:15, 15:11) | 6            | 1            | Ana Patrícia / Rebecca     | 0:2 (14:21, 21:23) | ausgeschieden | ausgeschieden | ausgeschieden | ausgeschieden | ausgeschieden | ausgeschieden | 9    |
| Wang Fan Xia Xinyi   | Ágatha / Duda       | 2:0 (21:18, 21:14)        | 6            | 1            | Ana Patrícia / Rebecca     | 0:2 (14:21, 21:23) | ausgeschieden | ausgeschieden | ausgeschieden | ausgeschieden | ausgeschieden | ausgeschieden | 9    |
| Wang Fan Xia Xinyi   | Gallay / Pereyra    | 2:0 (21:14, 21:13)        | 6            | 1            | Ana Patrícia / Rebecca     | 0:2 (14:21, 21:23) | ausgeschieden | ausgeschieden | ausgeschieden | ausgeschieden | ausgeschieden | ausgeschieden | 9    |
| Xue Chen Wang Xinxin | Klineman / Ross     | 0:2 (17:21, 19:21)        | 5            | 2            | Artacho del Solar / Clancy | 0:2 (20:22, 13:21) | ausgeschieden | ausgeschieden | ausgeschieden | ausgeschieden | ausgeschieden | ausgeschieden | 9    |
| Xue Chen Wang Xinxin | Keizer / Meppelink  | 2:1 (19:21, 31:29, 15:13) | 5            | 2            | Artacho del Solar / Clancy | 0:2 (20:22, 13:21) | ausgeschieden | ausgeschieden | ausgeschieden | ausgeschieden | ausgeschieden | ausgeschieden | 9    |
| Xue Chen Wang Xinxin | Baquerizo / Liliana | 2:0 (21:13, 21:10)        | 5            | 2            | Artacho del Solar / Clancy | 0:2 (20:22, 13:21) | ausgeschieden | ausgeschieden | ausgeschieden | ausgeschieden | ausgeschieden | ausgeschieden | 9    |

### Bogenschießen
Die Mannschaft, die in Tokio an den Start gehen wird, wurde am 27. April 2021 bekanntgegeben.
| Athleten                             | Wettbewerb | Qualifikation | Qualifikation | 1. Runde       | 1. Runde | 2. Runde      | 2. Runde | Achtelfinale   | Achtelfinale  | Viertelfinale     | Viertelfinale | Halbfinale    | Halbfinale    | Finale        | Finale        | Rang  |
| Athleten                             | Wettbewerb | Ringe         | Rang          | Gegner         | Ergebnis | Gegner        | Ergebnis | Gegner         | Ergebnis      | Gegner            | Ergebnis      | Gegner        | Ergebnis      | Gegner        | Ergebnis      | Rang  |
| ------------------------------------ | ---------- | ------------- | ------------- | -------------- | -------- | ------------- | -------- | -------------- | ------------- | ----------------- | ------------- | ------------- | ------------- | ------------- | ------------- | ----- |
| Frauen                               |            |               |               |                |          |               |          |                |               |                   |               |               |               |               |               |       |
| Wu Jiaxin                            | Einzel     | 652           | 18            | N. Folkard     | 6:2      | S. Bettles    | 6:2      | M. Nakamura    | 7:1           | L. Boari          | 2:6           | ausgeschieden | ausgeschieden | ausgeschieden | ausgeschieden | 5–8   |
| Long Xiaoqing                        | Einzel     | 646           | 28            | M. Amăistroaie | 6:2      | M. Brown      | 0:6      | ausgeschieden  | ausgeschieden | ausgeschieden     | ausgeschieden | ausgeschieden | ausgeschieden | ausgeschieden | ausgeschieden | 17–32 |
| Yang Xiaolei                         | Einzel     | 654           | 14            | A. Mîrca       | 6:0      | Y. Anagöz     | 2:6      | ausgeschieden  | ausgeschieden | ausgeschieden     | ausgeschieden | ausgeschieden | ausgeschieden | ausgeschieden | ausgeschieden | 17–32 |
| Wu Jiaxin Long Xiaoqing Yang Xiaolei | Mannschaft | 1952          | 5             | —              | —        | —             | —        | Belarus        | 3:5           | ausgeschieden     | ausgeschieden | ausgeschieden | ausgeschieden | ausgeschieden | ausgeschieden | 9–12  |
| Männer                               |            |               |               |                |          |               |          |                |               |                   |               |               |               |               |               |       |
| Wang Dapeng                          | Einzel     | 668           | 13            | S. Mussajew    | 6:4      | K. A. Mohamad | 5:6      | ausgeschieden  | ausgeschieden | ausgeschieden     | ausgeschieden | ausgeschieden | ausgeschieden | ausgeschieden | ausgeschieden | 17–32 |
| Li Jialun                            | Einzel     | 669           | 11            | B. Otgonbold   | 6:4      | J. De Smedt   | 6:5      | I. Abdullin    | 6:5           | T. Furukawa       | 0:6           | ausgeschieden | ausgeschieden | ausgeschieden | ausgeschieden | 5–8   |
| Wei Shaoxuan                         | Einzel     | 674           | 7             | D. Pineda      | 6:0      | T. Worth      | 4:6      | ausgeschieden  | ausgeschieden | ausgeschieden     | ausgeschieden | ausgeschieden | ausgeschieden | ausgeschieden | ausgeschieden | 17–32 |
| Wang Dapeng Li Jialun Wei Shaoxuan   | Mannschaft | 2011          | 3             | —              | —        | —             | —        | —              | —             | Chinesisch Taipeh | 1:5           | ausgeschieden | ausgeschieden | ausgeschieden | ausgeschieden | 5–8   |
| Mixed                                |            |               |               |                |          |               |          |                |               |                   |               |               |               |               |               |       |
| Wei Shaoxuan Yang Xiaolei            | Mannschaft | 1328          | 5             | —              | —        | —             | —        | Großbritannien | 3:5           | ausgeschieden     | ausgeschieden | ausgeschieden | ausgeschieden | ausgeschieden | ausgeschieden | 9–16  |

### Boxen
| Athleten                   | Wettbewerb                  | 1. Runde        | 1. Runde | Achtelfinale | Achtelfinale | Viertelfinale | Viertelfinale | Halbfinale        | Halbfinale    | Finale        | Finale        | Rang   |
| Athleten                   | Wettbewerb                  | Gegner          | Ergebnis | Gegner       | Ergebnis     | Gegner        | Ergebnis      | Gegner            | Ergebnis      | Gegner        | Ergebnis      | Rang   |
| -------------------------- | --------------------------- | --------------- | -------- | ------------ | ------------ | ------------- | ------------- | ----------------- | ------------- | ------------- | ------------- | ------ |
| Frauen                     |                             |                 |          |              |              |               |               |                   |               |               |               |        |
| Chang Yuan                 | Fliegengewicht bis 51 kg    | Freilos         | Freilos  | C. Davison   | 5:0          | S. Krastewa   | 1:4           | ausgeschieden     | ausgeschieden | ausgeschieden | ausgeschieden | 5      |
| Gu Hong                    | Weltergewicht bis 69 kg     | Freilos         | Freilos  | B. Manikon   | 5:0          | A. Panguana   | 5:0           | O. Jones          | 4:1           | B. Sürmeneli  | 0:3           | Silber |
| Li Qian                    | Mittelgewicht bis 75 kg     | —               | —        | A. O’Rourke  | 5:0          | P. Rani       | 5:0           | S. Magomedalijewa | 5:0           | L. Price      | 0:5           | Silber |
| Männer                     |                             |                 |          |              |              |               |               |                   |               |               |               |        |
| Hu Jianguan                | Fliegengewicht bis 52 kg    | S. Alachwerdowi | 5:0      | R. Tanaka    | 1:3          | ausgeschieden | ausgeschieden | ausgeschieden     | ausgeschieden | ausgeschieden | ausgeschieden | 9      |
| Tuohetaerbieke Tanglatihan | Mittelgewicht bis 75 kg     | A. Kumar        | 5:0      | H. Conceição | 2:3          | ausgeschieden | ausgeschieden | ausgeschieden     | ausgeschieden | ausgeschieden | ausgeschieden | 9      |
| Chen Daxiang               | Halbschwergewicht bis 81 kg | S. Nematullojew | 4:0      | K. Machado   | 0:5          | ausgeschieden | ausgeschieden | ausgeschieden     | ausgeschieden | ausgeschieden | ausgeschieden | 9      |

### Fechten
| Athleten                                   | Wettbewerb       | 1. Runde             | 1. Runde | 2. Runde      | 2. Runde      | Achtelfinale   | Achtelfinale  | Viertelfinale  | Viertelfinale | Halbfinale / Klassifikation | Halbfinale / Klassifikation | Finale / Platzierung | Finale / Platzierung | Rang  |
| Athleten                                   | Wettbewerb       | Gegner               | Ergebnis | Gegner        | Ergebnis      | Gegner         | Ergebnis      | Gegner         | Ergebnis      | Gegner                      | Ergebnis                    | Gegner               | Ergebnis             | Rang  |
| ------------------------------------------ | ---------------- | -------------------- | -------- | ------------- | ------------- | -------------- | ------------- | -------------- | ------------- | --------------------------- | --------------------------- | -------------------- | -------------------- | ----- |
| Frauen                                     |                  |                      |          |               |               |                |               |                |               |                             |                             |                      |                      |       |
| Lin Sheng                                  | Degen Einzel     | Freilos              | Freilos  | N. B. Diongue | 15:6          | F. Isola       | 9:15          | ausgeschieden  | ausgeschieden | ausgeschieden               | ausgeschieden               | ausgeschieden        | ausgeschieden        | 9–16  |
| Sun Yiwen                                  | Degen Einzel     | Freilos              | Freilos  | M. Khakimova  | 15:10         | Zhu M.         | 15:8          | F. Isola       | 11:10         | A. Murtasajewa              | 12:8                        | A. M. Popescu        | 11:10                | Gold  |
| Zhu Mingye                                 | Degen Einzel     | Freilos              | Freilos  | C. Hurley     | 15:8          | Sun Y.         | 8:15          | ausgeschieden  | ausgeschieden | ausgeschieden               | ausgeschieden               | ausgeschieden        | ausgeschieden        | 9–16  |
| Lin Sheng Sun Yiwen Xu Anqi Zhu Mingye     | Degen Mannschaft | —                    | —        | —             | —             | —              | —             | Hongkong       | 44:32         | Südkorea                    | 29:38                       | Italien              | 21:23                | 4     |
| Chen Qingyuan                              | Florett Einzel   | Freilos              | Freilos  | N. Hany       | 15:6          | Jeon H.-s.     | 11:14         | ausgeschieden  | ausgeschieden | ausgeschieden               | ausgeschieden               | ausgeschieden        | ausgeschieden        | 9–16  |
| Qian Jiarui                                | Säbel Einzel     | Freilos              | Freilos  | N. Tamura     | 15:8          | L. Pusztai     | 15:10         | S. Posdnjakowa | 12:15         | ausgeschieden               | ausgeschieden               | ausgeschieden        | ausgeschieden        | 5–8   |
| Shao Yaqi                                  | Säbel Einzel     | Freilos              | Freilos  | Z. Dayibekova | 10:15         | ausgeschieden  | ausgeschieden | ausgeschieden  | ausgeschieden | ausgeschieden               | ausgeschieden               | ausgeschieden        | ausgeschieden        | 17–32 |
| Yang Hengyu                                | Säbel Einzel     | K. Belkebir          | 15:1     | O. Charlan    | 15:12         | S. Posdnjakowa | 8:15          | ausgeschieden  | ausgeschieden | ausgeschieden               | ausgeschieden               | ausgeschieden        | ausgeschieden        | 9–16  |
| Guo Yiqi Qian Jiarui Shao Yaqi Yang Hengyu | Säbel Mannschaft | —                    | —        | —             | —             | Freilos        | Freilos       | Italien        | 41:45         | Vereinigte Staaten          | 35:45                       | Ungarn               | 45:30                | 7     |
| Männer                                     |                  |                      |          |               |               |                |               |                |               |                             |                             |                      |                      |       |
| Dong Chao                                  | Degen Einzel     | M.-A. Blais Bélanger | 15:7     | G. Siklósi    | 9:15          | ausgeschieden  | ausgeschieden | ausgeschieden  | ausgeschieden | ausgeschieden               | ausgeschieden               | ausgeschieden        | ausgeschieden        | 17–32 |
| Lan Minghao                                | Degen Einzel     | Freilos              | Freilos  | B. Nikischyn  | 13:12         | M. El-Sayed    | 9:15          | ausgeschieden  | ausgeschieden | ausgeschieden               | ausgeschieden               | ausgeschieden        | ausgeschieden        | 9–16  |
| Wang Zijie                                 | Degen Einzel     | Freilos              | Freilos  | H. El Kord    | 14:15         | ausgeschieden  | ausgeschieden | ausgeschieden  | ausgeschieden | ausgeschieden               | ausgeschieden               | ausgeschieden        | ausgeschieden        | 17–32 |
| Dong Chao Lan Minghao Wang Zijie           | Degen Mannschaft | —                    | —        | —             | —             | Freilos        | Freilos       | Ukraine        | 45:35         | ROC                         | 38:45                       | Südkorea             | 42:45                | 4     |
| Huang Mengkai                              | Florett Einzel   | D. Cervantes         | 14:15    | ausgeschieden | ausgeschieden | ausgeschieden  | ausgeschieden | ausgeschieden  | ausgeschieden | ausgeschieden               | ausgeschieden               | ausgeschieden        | ausgeschieden        | 33–36 |
| Xu Yingming                                | Säbel Einzel     | Freilos              | Freilos  | L. Samele     | 12:15         | ausgeschieden  | ausgeschieden | ausgeschieden  | ausgeschieden | ausgeschieden               | ausgeschieden               | ausgeschieden        | ausgeschieden        | 17–32 |

### Fußball
| Wettbewerb    | Frauen |
| ------------- | --- |
| Athletinnen   | Zhu Yu Li Mengwen Lin Yuping Li Qingtong Wu Haiyan Zhang Xin Wang Shuang Wang Yan Miao Siwen Wang Yanwen Wang Shanshan Peng Shimeng Yang Lina Liu Ying Yang Man Wang Xiaoxue Luo Guiping Wurigumula Wang Ying Xiao Yuyi Chen Qiaozhu Ding Xuan |
| Trainer       | Bruno Bini |
| Gruppenphase  | Brasilien (0:5) Sambia (4:4) Niederlande (2:8) |
| Viertelfinale | ausgeschieden |
| Halbfinale    | ausgeschieden |
| Finale        | ausgeschieden |
| Platzierung   | 10 |

### Gewichtheben
| Athleten    | Wettbewerb                    | Reißen      | Reißen | Stoßen      | Stoßen | Zweikampf       | Zweikampf | Rang   |
| Athleten    | Wettbewerb                    | Gewicht     | Rang   | Gewicht     | Rang   | Gewicht         | Rang      | Rang   |
| ----------- | ----------------------------- | ----------- | ------ | ----------- | ------ | --------------- | --------- | ------ |
| Frauen      |                               |             |        |             |        |                 |           |        |
| Hou Zhihui  | Bantamgewicht bis 49 kg       | 94 kg (OR)  | 1      | 116 kg (OR) | 1      | 210 kg (OR)     | 1         | Gold   |
| Liao Qiuyun | Federgewicht bis 55 kg        | 97 kg       | 2      | 126 kg      | 2      | 223 kg          | 2         | Silber |
| Wang Zhouyu | Schwergewicht bis 87 kg       | 120 kg      | 1      | 150 kg      | 1      | 270 kg          | 1         | Gold   |
| Li Wenwen   | Superschwergewicht über 87 kg | 140 kg (OR) | 1      | 180 kg (OR) | 1      | 320 kg (OR)     | 1         | Gold   |
| Männer      |                               |             |        |             |        |                 |           |        |
| Li Fabin    | Bantamgewicht bis 61 kg       | 141 kg      | 1      | 172 kg (OR) | 1      | 313 kg (OR)     | 1         | Gold   |
| Chen Lijun  | Federgewicht bis 67 kg        | 145 kg      | 4      | 187 kg (OR) | 1      | 332 kg (OR)     | 1         | Gold   |
| Shi Zhiyong | Leichtgewicht bis 73 kg       | 166 kg (OR) | 1      | 198 kg (OR) | 1      | 364 kg (OR, WR) | 1         | Gold   |
| Lü Xiaojun  | Mittelgewicht bis 81 kg       | 170 kg (OR) | 1      | 204 kg (OR) | 1      | 374 kg (OR)     | 1         | Gold   |

### Golf
| Athleten      | Runde 1 | Runde 2 | Runde 3 | Runde 4 | Gesamt | Par | Rang |
| ------------- | ------- | ------- | ------- | ------- | ------ | --- | ---- |
| Frauen        |         |         |         |         |        |     |      |
| Lin Xiyu      | 71      | 66      | 69      | 68      | 274    | −10 | 9    |
| Feng Shanshan | 74      | 64      | 68      | 67      | 273    | −11 | 8    |
| Männer        |         |         |         |         |        |     |      |
| Wu Ashun      | 72      | 71      | 67      | 66      | 276    | −8  | 32   |
| Yuan Yechun   | 69      | 68      | 70      | 71      | 278    | −6  | 38   |

### Hockey
| Wettbewerb    | Frauen (Spiele/Tore) |
| ------------- | --- |
| Athleten      | (TW) Li Dongxiao (5/0) Gu Bingfeng (5/2) Li Jiaqi (2/0) Zhang Ying (5/1) Cui Qiuxia (4/0) Xu Wenyu (4/0) Peng Yang (4/0) Liang Meiyu (5/2) Li Hong (5/1) Zhang Jinrong (5/0) Ou Zixia (5/0) Zhang Xiaoxue (5/0) Liu Meng (4/2) Wang Na (5/0) Chen Yang (5/1) Luo Tiantia (4/0) Chen Yi (3/0) Zhong Jiaqi (5/0) |
| Trainer       | Wang Yang |
| Gruppenphase  | Japan (4:3) Australien (0:6) Argentinien (2:3) Spanien (0:2) Neuseeland (3:2) |
| Viertelfinale | ausgeschieden |
| Halbfinale    | ausgeschieden |
| Finale        | ausgeschieden |
| Platzierung   | 9. Platz |

### Judo
| Athleten     | Wettbewerb | 1. Runde        | 1. Runde | 2. Runde | 2. Runde | Viertelfinale    | Viertelfinale | Achtelfinale  | Achtelfinale  | Halbfinale / Trostrunde | Halbfinale / Trostrunde | Finale / Platz 3 | Finale / Platz 3 | Rang |
| Athleten     | Wettbewerb | Gegner          | Ergebnis | Gegner   | Ergebnis | Gegner           | Ergebnis      | Gegner        | Ergebnis      | Gegner                  | Ergebnis                | Gegner           | Ergebnis         | Rang |
| ------------ | ---------- | --------------- | -------- | -------- | -------- | ---------------- | ------------- | ------------- | ------------- | ----------------------- | ----------------------- | ---------------- | ---------------- | ---- |
| Frauen       |            |                 |          |          |          |                  |               |               |               |                         |                         |                  |                  |      |
| Li Yanan     | bis 48 kg  | G. Otgontsetseg | 10s2:0s1 | —        | —        | C. Costa         | 0s1:10        | ausgeschieden | ausgeschieden | ausgeschieden           | ausgeschieden           | ausgeschieden    | ausgeschieden    | 9    |
| Lu Tongjuan  | bis 57 kg  | D. Meschezkaja  | 10:1s1   | —        | —        | T. Yoshida       | 0s1:10s1      | ausgeschieden | ausgeschieden | ausgeschieden           | ausgeschieden           | ausgeschieden    | ausgeschieden    | 9    |
| Yang Junxia  | bis 63 kg  | M. Krssakova    | 0s1:10   | —        | —        | ausgeschieden    | ausgeschieden | ausgeschieden | ausgeschieden | ausgeschieden           | ausgeschieden           | ausgeschieden    | ausgeschieden    | 17   |
| Sun Xiaoqian | bis 70 kg  | E. Teltsidou    | 0:10     | —        | —        | ausgeschieden    | ausgeschieden | ausgeschieden | ausgeschieden | ausgeschieden           | ausgeschieden           | ausgeschieden    | ausgeschieden    | 17   |
| Ma Zhenzhao  | bis 78 kg  | B. Graf         | 0:10s1   | —        | —        | ausgeschieden    | ausgeschieden | ausgeschieden | ausgeschieden | ausgeschieden           | ausgeschieden           | ausgeschieden    | ausgeschieden    | 17   |
| Xu Shiyan    | über 78 kg | J. Grabowski    | 10:0s1   | —        | —        | N. Cheikh Rouhou | 10:0          | I. Ortíz      | 10:0          | M. S. Altheman          | 10:0                    | İ. Kindzerskaya  | 0:10             | 5    |

### Kanu

#### Kanurennsport
| Athleten                                        | Wettbewerb | Vorlauf      | Vorlauf | Viertelfinale | Viertelfinale | Halbfinale    | Halbfinale    | Finale A/B    | Finale A/B    | Rang          |
| Athleten                                        | Wettbewerb | Zeit         | Rang    | Zeit          | Rang          | Zeit          | Rang          | Zeit          | Rang          | Rang          |
| ----------------------------------------------- | ---------- | ------------ | ------- | ------------- | ------------- | ------------- | ------------- | ------------- | ------------- | ------------- |
| Frauen                                          |            |              |         |               |               |               |               |               |               |               |
| Lin Wenjun                                      | C-1 200 m  | 46,449 s     | 2       | —             | —             | 47,161 s      | 2             | 47,608 s      | 6             | 6             |
| Sun Mengya Xu Shixiao                           | C-2 500 m  | 1:57,870 min | 1       | —             | —             | 2:01,369 min  | 1             | 1:55,495 min  | 1             | Gold          |
| Ma Qing                                         | K-1 200 m  | 42,706 s     | 4       | 42,321 s      | 2             | 40,837 s      | 8             | 40,652 s      | 7             | 15            |
| Yin Mengdie                                     | K-1 200 m  | 41,688 s     | 1       | —             | —             | 40,069 s      | 5             | 40,365 s      | 4             | 12            |
| Huang Jieyi                                     | K-1 500 m  | 1:52,385 min | 6       | 1:52,689 min  | 5             | ausgeschieden | ausgeschieden | ausgeschieden | ausgeschieden | ausgeschieden |
| Yin Mengdie                                     | K-1 500 m  | 1:52,760 min | 6       | 1:49,268 min  | 1             | 1:56,977 min  | 7             | ausgeschieden | ausgeschieden | ausgeschieden |
| Li Dongyin Zhou Yu                              | K-2 500 m  | 1:45,831 min | 3       | 1:47,471 min  | 3             | 1:39,404 min  | 5             | 1:39,790 min  | 2             | 10            |
| Li Dongyin Ma Qing Wang Nan Zhou Yu             | K-4 500 m  | 1:36,249 min | 3       | 1:36,379 min  | 2             | 1:36,697 min  | 3             | 1:38,121 min  | 6             | 6             |
| Männer                                          |            |              |         |               |               |               |               |               |               |               |
| Liu Hao                                         | C-1 1000 m | 4:06,914 min | 2       | —             | —             | 4:04,196 min  | 2             | 4:05,724 min  | 2             | Silber        |
| Zheng Pengfei                                   | C-1 1000 m | 4:10,115 min | 3       | 4:05,502 min  | 1             | 4:09,139 min  | 4             | 4:14,048 min  | 8             | 8             |
| Liu Hao Zheng Pengfei                           | C-2 1000 m | 3:37,783 min | 1       | —             | —             | 3:27,023 min  | 1             | 3:25,198 min  | 2             | Silber        |
| Yang Xiaoxu                                     | K-1 200 m  | 36,561 s     | 4       | 35,852 s      | 3             | ausgeschieden | ausgeschieden | ausgeschieden | ausgeschieden | ausgeschieden |
| Zhang Dong                                      | K-1 1000 m | 3:40,955 min | 3       | 3:44,269 min  | 2             | 3:26,246 min  | 4             | 3:28,103 min  | 6             | 6             |
| Bu Tingkai Wang Congkang                        | K-2 1000 m | 3:10,292 min | 2       | —             | —             | 3:17,784 min  | 3             | 3:19,612 min  | 8             | 8             |
| Bu Tingkai Wang Congkang Yang Xiaoxu Zhang Dong | K-4 500 m  | 1:24,264 min | 4       | 1:24,036 min  | 3             | 1:24,653 min  | 5             | ausgeschieden | ausgeschieden | ausgeschieden |

#### Kanuslalom
| Athleten | Wettbewerb | Vorlauf  | Vorlauf | Halbfinale | Halbfinale | Finale        | Finale        | Rang |
| Athleten | Wettbewerb | Zeit     | Rang    | Zeit       | Rang       | Zeit          | Rang          | Rang |
| -------- | ---------- | -------- | ------- | ---------- | ---------- | ------------- | ------------- | ---- |
| Frauen   |            |          |         |            |            |               |               |      |
| Li Tong  | K-1        | 114,36 s | 17      | 126,86 s   | 20         | ausgeschieden | ausgeschieden | 20   |
| Chen Shi | C-1        | 124,15 s | 18      | 164,99 s   | 17         | ausgeschieden | ausgeschieden | 17   |
| Männer   |            |          |         |            |            |               |               |      |
| Quan Xin | K-1        | 98,06 s  | 20      | 101,99 s   | 17         | ausgeschieden | ausgeschieden | 17   |

### Karate

#### Kumite
| Athleten    | Wettbewerb        | Gruppenphase | Gruppenphase | Halbfinale  | Halbfinale | Finale        | Finale        | Rang   |
| Athleten    | Wettbewerb        | Punkte       | Rang         | Gegner      | Ergebnis   | Gegner        | Ergebnis      | Rang   |
| ----------- | ----------------- | ------------ | ------------ | ----------- | ---------- | ------------- | ------------- | ------ |
| Frauen      |                   |              |              |             |            |               |               |        |
| Yin Xiaoyan | Kumite bis 61 kg  | 8            | 1            | G. Farouk   | 1:1        | J. Preković   | 0:0           | Silber |
| Gong Li     | Kumite über 61 kg | 5            | 2            | I. Zaretska | 2:7        | ausgeschieden | ausgeschieden | Bronze |

### Leichtathletik
Laufen und Gehen 
| Athleten                                          | Wettbewerb       | 1. Runde    | 1. Runde | Halbfinale    | Halbfinale    | Finale        | Finale        | Rang          |
| Athleten                                          | Wettbewerb       | Zeit        | Rang     | Zeit          | Rang          | Zeit          | Rang          | Rang          |
| ------------------------------------------------- | ---------------- | ----------- | -------- | ------------- | ------------- | ------------- | ------------- | ------------- |
| Frauen                                            |                  |             |          |               |               |               |               |               |
| Ge Manqi                                          | 100 m            | 11,20 s     | 4        | 11,22 s       | 7             | ausgeschieden | ausgeschieden | ausgeschieden |
| Liang Xiaojing                                    | 100 m            | 11,40 s     | 5        | ausgeschieden | ausgeschieden | ausgeschieden | ausgeschieden | ausgeschieden |
| Wei Yongli                                        | 100 m            | 11,48 s     | 6        | ausgeschieden | ausgeschieden | ausgeschieden | ausgeschieden | ausgeschieden |
| Wang Chunyu                                       | 800 m            | 2:00,05 min | 3        | 1:59,14 min   | 2             | 1:57,00 min   | 5             | 5             |
| Chen Jiamin                                       | 100 m Hürden     | 13,09 s     | 5        | ausgeschieden | ausgeschieden | ausgeschieden | ausgeschieden | ausgeschieden |
| Xu Shuangshuang                                   | 3000 m Hindernis | 9:34,92 min | 8        | —             | —             | ausgeschieden | ausgeschieden | ausgeschieden |
| Bai Li                                            | Marathon         | —           | —        | —             | —             | 2:49:21 h     | 67            | 67            |
| Li Zhixuan                                        | Marathon         | —           | —        | —             | —             | 2:45:23 h     | 62            | 62            |
| Zhang Deshun                                      | Marathon         | —           | —        | —             | —             | 2:37:45 h     | 47            | 47            |
| Liu Hong                                          | 20 km Gehen      | —           | —        | —             | —             | 1:29:57 h     | 3             | Bronze        |
| Qoijing Gyi                                       | 20 km Gehen      | —           | —        | —             | —             | 1:31:04 h     | 7             | 7             |
| Yang Jiayu                                        | 20 km Gehen      | —           | —        | —             | —             | 1:31:54 h     | 12            | 12            |
| Ge Manqi Huang Guifen Liang Xiaojing Wei Yongli   | 4 × 100 m        | 42,82 s     | 3        | —             | —             | 42,71 s       | 6             | 6             |
| Männer                                            |                  |             |          |               |               |               |               |               |
| Su Bingtian                                       | 100 m            | 10,05 s     | 2        | 9,83 s        | 1             | 9,98 s        | 6             | 6             |
| Wu Zhiqiang                                       | 100 m            | 10,18 s     | 4        | ausgeschieden | ausgeschieden | ausgeschieden | ausgeschieden | ausgeschieden |
| Xie Zhenye                                        | 100 m            | 10,16 s     | 5        | ausgeschieden | ausgeschieden | ausgeschieden | ausgeschieden | ausgeschieden |
| Xie Zhenye                                        | 200 m            | 20,34 s     | 4        | 20,45 s       | 7             | ausgeschieden | ausgeschieden | ausgeschieden |
| Xie Wenjun                                        | 110 m Hürden     | 13,51 s     | 4        | 13,58 s       | 5             | ausgeschieden | ausgeschieden | ausgeschieden |
| Dong Guojian                                      | Marathon         | —           | —        | —             | —             | 2:21:35 h     | 57            | 57            |
| Peng Jianhua                                      | Marathon         | —           | —        | —             | —             | 2:16:39 h     | 32            | 32            |
| Yang Shaohui                                      | Marathon         | —           | —        | —             | —             | 2:14:58 h     | 19            | 19            |
| Cai Zelin                                         | 20 km Gehen      | —           | —        | —             | —             | 1:26:39 h     | 26            | 26            |
| Wang Kaihua                                       | 20 km Gehen      | —           | —        | —             | —             | 1:22:03 h     | 7             | 7             |
| Zhang Jun                                         | 20 km Gehen      | —           | —        | —             | —             | 1:22:16 h     | 8             | 8             |
| Bian Tongda                                       | 50 km Gehen      | —           | —        | —             | —             | 3:52:01 h     | 7             | 7             |
| Luo Yadong                                        | 50 km Gehen      | —           | —        | —             | —             | 4:06:17 h     | 28            | 28            |
| Wang Qin                                          | 50 km Gehen      | —           | —        | —             | —             | 3:59:35 h     | 21            | 21            |
| Su Bingtian Tang Xingqiang Wu Zhiqiang Xie Zhenye | 4 × 100 m        | 37,92 s     | 1        | —             | —             | 37,79 s       | 4             | 4             |

Springen und Werfen
| Athleten        | Wettbewerb     | Qualifikation | Qualifikation | Finale        | Finale        | Rang   |
| Athleten        | Wettbewerb     | Weite/Höhe    | Rang          | Weite/Höhe    | Rang          | Rang   |
| --------------- | -------------- | ------------- | ------------- | ------------- | ------------- | ------ |
| Frauen          |                |               |               |               |               |        |
| Li Ling         | Stabhochsprung | ogV           | ogV           | ausgeschieden | ausgeschieden | –      |
| Xu Huiqin       | Stabhochsprung | 4,55 m        | 13            | 4,50 m        | 8             | 8      |
| Gao Yang        | Kugelstoßen    | 18,80 m       | 7             | 18,67 m       | 10            | 10     |
| Gong Lijiao     | Kugelstoßen    | 19,46 m       | 1             | 20,58 m       | 1             | Gold   |
| Song Jiayuan    | Kugelstoßen    | 19,23 m       | 2             | 19,14 m       | 5             | 5      |
| Chen Yang       | Diskuswurf     | 62,72 m       | 9             | 61,57 m       | 10            | 10     |
| Feng Bin        | Diskuswurf     | 60,45 m       | 17            | ausgeschieden | ausgeschieden | 17     |
| Su Xinyue       | Diskuswurf     | 58,90 m       | 20            | ausgeschieden | ausgeschieden | 20     |
| Liu Shiying     | Speerwurf      | 61,95 m       | 9             | 66,34 m       | 1             | Gold   |
| Lü Huihui       | Speerwurf      | 61,99 m       | 7             | 63,41 m       | 5             | 5      |
| Luo Na          | Hammerwurf     | 69,86 m       | 15            | ausgeschieden | ausgeschieden | 15     |
| Wang Zheng      | Hammerwurf     | 74,29 m       | 2             | 77,03 m       | 2             | Silber |
| Männer          |                |               |               |               |               |        |
| Gao Xinglong    | Weitsprung     | 7,86 m        | 17            | ausgeschieden | ausgeschieden | 17     |
| Huang Changzhou | Weitsprung     | 7,96 m        | 10            | 7,72 m        | 10            | 10     |
| Wang Jianan     | Weitsprung     | 7,81 m        | 20            | ausgeschieden | ausgeschieden | 20     |
| Fang Yaoqing    | Dreisprung     | 16,84 m       | 10            | 17,01 m       | 8             | 8      |
| Wu Ruiting      | Dreisprung     | 16,73 m       | 14            | ausgeschieden | ausgeschieden | 14     |
| Zhu Yaming      | Dreisprung     | 17,11 m       | 3             | 17,57 m       | 2             | Silber |
| Wang Yu         | Hochsprung     | 2,21 m        | 17            | ausgeschieden | ausgeschieden | 17     |
| Huang Bokai     | Stabhochsprung | 5,50 m        | 21            | ausgeschieden | ausgeschieden | 21     |

 Mehrkampf 
| Athletinnen                 | 100 m Hürden | 100 m Hürden | Hochsprung | Hochsprung | Kugelstoßen | Kugelstoßen | 200 m   | 200 m  | Weitsprung | Weitsprung | Speerwurf | Speerwurf | 800 m       | 800 m  | Punkte | Rang |
| Athletinnen                 | Zeit         | Punkte       | Höhe       | Punkte     | Weite       | Punkte      | Zeit    | Punkte | Weite      | Punkte     | Weite     | Punkte    | Zeit        | Punkte | Punkte | Rang |
| --------------------------- | ------------ | ------------ | ---------- | ---------- | ----------- | ----------- | ------- | ------ | ---------- | ---------- | --------- | --------- | ----------- | ------ | ------ | ---- |
| Siebenkampf                 |              |              |            |            |             |             |         |        |            |            |           |           |             |        |        |      |
| Nina Schultz (Zheng Ninali) | 13,27 s      | 1084         | 1,80 m     | 978        | 13,55 m     | 764         | 24,56 s | 928    | 6,12 m     | 887        | 42,60 m   | 717       | 2:10,35 min | 960    | 6318   | 10   |

### Moderner Fünfkampf
| Athleten      | Fechten | Fechten | Schwimmen   | Schwimmen | Reiten  | Reiten | Combined     | Combined | Punkte | Rang |
| Athleten      | Bilanz  | Punkte  | Zeit        | Punkte    | Zeit    | Punkte | Zeit         | Punkte   | Punkte | Rang |
| ------------- | ------- | ------- | ----------- | --------- | ------- | ------ | ------------ | -------- | ------ | ---- |
| Frauen        |         |         |             |           |         |        |              |          |        |      |
| Zhang Xiaonan | 19+0    | 204     | 2:21,44 min | 268       | 76,22 s | 293    | 13:10,16 min | 510      | 1275   | 22   |
| Zhang Mingyu  | 16+3    | 199     | 2:15,23 min | 280       | 75,69 s | 286    | 13:17,67 min | 503      | 1268   | 25   |
| Männer        |         |         |             |           |         |        |              |          |        |      |
| Luo Shuai     | 18+0    | 208     | 2:04,08 min | 302       | 82,65 s | 249    | 10:54,13 min | 646      | 1405   | 21   |
| Li Shuhuan    | 16+0    | 196     | 2:09,27 min | 292       | 82,14 s | 284    | 11:08,89 min | 632      | 1404   | 22   |

### Radsport

#### Bahn
| Athleten                 | Wettbewerb | Qualifikation | Qualifikation | Finals        | Finals        | Rang |
| Athleten                 | Wettbewerb | Zeit/Punkte   | Rang          | Zeit/Punkte   | Rang          | Rang |
| ------------------------ | ---------- | ------------- | ------------- | ------------- | ------------- | ---- |
| Frauen                   |            |               |               |               |               |      |
| Bao Shanju               | Sprint     | 10,723 s      | 18            | ausgeschieden | ausgeschieden | 15   |
| Zhong Tianshi            | Sprint     | 10,559 s      | 10            | ausgeschieden | ausgeschieden | 10   |
| Bao Shanju Zhong Tianshi | Teamsprint | 32,135 s      | 2             | 31,895 s      | 1             | Gold |
| Männer                   |            |               |               |               |               |      |
| Xu Chao                  | Sprint     | 9,584 s       | 11            | ausgeschieden | ausgeschieden | 18   |

Keirin
| Athleten      | Wettbewerb | 1. Runde | Hoffnungslauf | Viertelfinale | Halbfinale    | Finale        | Rang          |
| Athleten      | Wettbewerb | Rang     | Rang          | Rang          | Rang          | Rang          | Rang          |
| ------------- | ---------- | -------- | ------------- | ------------- | ------------- | ------------- | ------------- |
| Frauen        |            |          |               |               |               |               |               |
| Bao Shanju    | Keirin     | 4        | 5             | ausgeschieden | ausgeschieden | ausgeschieden | ausgeschieden |
| Zhong Tianshi | Keirin     | 2        | —             | 3             | 6             | 6             | 12            |
| Männer        |            |          |               |               |               |               |               |
| Xu Chao       | Keirin     | 4        | 5             | ausgeschieden | ausgeschieden | ausgeschieden | ausgeschieden |

Omnium
| Frauen    |        |    |    |    |   |    |    |   |   |    |    |
| Liu Jiali | Omnium | 22 | 10 | 28 | 7 | 14 | 14 | 1 | 9 | 65 | 11 |

#### Straße
| Athleten     | Wettbewerb    | Zeit | Rang |
| ------------ | ------------- | ---- | ---- |
| Frauen       |               |      |      |
| Sun Jiajun   | Straßenrennen | DNF  | –    |
| Männer       |               |      |      |
| Wang Ruidong | Straßenrennen | DNF  | –    |

#### Mountainbike
| Athleten   | Wettbewerb    | Zeit | Rang |
| ---------- | ------------- | ---- | ---- |
| Frauen     |               |      |      |
| Yao Bianwa | Cross-Country | LAP  | –    |
| Männer     |               |      |      |
| Zhang Peng | Cross-Country | LAP  | –    |

### Reiten

#### Springreiten
| Athleten                                                                                           | Wettbewerb | Strafpunkte   | Strafpunkte        | Strafpunkte        | Strafpunkte   | Strafpunkte        | Strafpunkte        | Rang |
| Athleten                                                                                           | Wettbewerb | Einzelwertung | Einzelwertung      | Einzelwertung      | Nationenpreis | Nationenpreis      | Nationenpreis      | Rang |
| Athleten                                                                                           | Wettbewerb | Qualifikation | 1. Umlauf          | Stechen            | Qualifikation | 1. Umlauf          | Stechen            | Rang |
| -------------------------------------------------------------------------------------------------- | ---------- | ------------- | ------------------ | ------------------ | ------------- | ------------------ | ------------------ | ---- |
| Li Zhenqiang mit Uncas S                                                                           | Einzel     | (10)          | nicht qualifiziert | nicht qualifiziert | —             | —                  | —                  | 52   |
| Zhang Xingjia mit For Passion d'Ive Z                                                              | Einzel     | (18)          | nicht qualifiziert | nicht qualifiziert | —             | —                  | —                  | 65   |
| Zhang You mit Caesar                                                                               | Einzel     | DNF           | nicht qualifiziert | nicht qualifiziert | —             | —                  | —                  | –    |
| Li Yaofeng mit Jericho Dwerse Hagen Li Zhenqiang mit Uncas S Zhang Xingjia mit For Passion d'Ive Z | Mannschaft | —             | —                  | —                  | (35)          | nicht qualifiziert | nicht qualifiziert | 12   |

#### Vielseitigkeitsreiten
| Athleten                                                                                        | Wettbewerb | Minuspunkte Dressur | Minuspunkte Gelände | Minuspunkte Springen | Minuspunkte Springen | Minuspunkte Gesamt | Rang |
| ----------------------------------------------------------------------------------------------- | ---------- | ------------------- | ------------------- | -------------------- | -------------------- | ------------------ | ---- |
| Bao Yingfeng mit Flandia                                                                        | Einzel     | 34,40               | 38,00               | 5,60                 | nicht qualifiziert   | 78,10              | 35   |
| Alex Hua Tian mit Don Geniro                                                                    | Einzel     | 23,90               | 12,00               | 8,80                 | 17,60                | 62,30              | 25   |
| Sun Huadong mit Lady Chin van't Moerven Z                                                       | Einzel     | 35,20               | 42,00               | 9,60                 | nicht qualifiziert   | 86,80              | 37   |
| Bao Yingfeng mit Flandia Alex Hua Tian mit Don Geniro Sun Huadong mit Lady Chin van't Moerven Z | Mannschaft | 93,60               | 92,00               | 24,00                | —                    | 209,60             | 9    |

### Ringen

#### Freier Stil
Legende: G = Gewonnen, V = Verloren, S = Schultersieg
| Athleten      | Wettbewerb        | Achtelfinale  | Achtelfinale | Viertelfinale    | Viertelfinale | Halbfinale       | Halbfinale    | Hoffnungsrunde Halbfinale | Hoffnungsrunde Halbfinale | Hoffnungsrunde Finale | Hoffnungsrunde Finale | Finale        | Finale        | Rang   |
| Athleten      | Wettbewerb        | Gegner        | Ergebnis     | Gegner           | Ergebnis      | Gegner           | Ergebnis      | Gegner                    | Ergebnis                  | Gegner                | Ergebnis              | Gegner        | Ergebnis      | Rang   |
| ------------- | ----------------- | ------------- | ------------ | ---------------- | ------------- | ---------------- | ------------- | ------------------------- | ------------------------- | --------------------- | --------------------- | ------------- | ------------- | ------ |
| Frauen        |                   |               |              |                  |               |                  |               |                           |                           |                       |                       |               |               |        |
| Sun Yanan     | Klasse bis 50 kg  | Y. Guzmán     | G 8:2        | O. Liwatsch      | G 7:3         | S. Hildebrandt   | G 10:7        | —                         | —                         | —                     | —                     | Y. Susaki     | V 0:10        | Silber |
| Pang Qianyu   | Klasse bis 53 kg  | L. Herin      | G 2:0        | J. Winchester    | G 6:2         | W. Kaladsinskaja | G 2:2         | —                         | —                         | —                     | —                     | M. Mukaida    | V 4:5         | Silber |
| Rong Ningning | Klasse bis 57 kg  | H. Maroulis   | V 4:8        | ausgeschieden    | ausgeschieden | ausgeschieden    | ausgeschieden | ausgeschieden             | ausgeschieden             | ausgeschieden         | ausgeschieden         | ausgeschieden | ausgeschieden | 10     |
| Long Jia      | Klasse bis 62 kg  | K. Miracle    | G 3:2        | I. Koljadenko    | V 0:4S        | ausgeschieden    | ausgeschieden | ausgeschieden             | ausgeschieden             | ausgeschieden         | ausgeschieden         | ausgeschieden | ausgeschieden | 9      |
| Zhou Feng     | Klasse bis 68 kg  | Y. Sánchez    | G 13:2       | T. Mensah-Stock  | V 0:10        | ausgeschieden    | ausgeschieden | S. Doshō                  | V 2:7                     | ausgeschieden         | ausgeschieden         | ausgeschieden | ausgeschieden | 7      |
| Zhou Qian     | Klasse bis 76 kg  | A. Belinska   | G 4:3        | A. Rotter-Focken | V 3:8         | ausgeschieden    | ausgeschieden | W. Marsaljuk              | G 2:1                     | H. Minagawa           | G 2:0S                | ausgeschieden | ausgeschieden | Bronze |
| Männer        |                   |               |              |                  |               |                  |               |                           |                           |                       |                       |               |               |        |
| Liu Minghu    | Klasse bis 57 kg  | G. Abdullayev | V 2:10       | ausgeschieden    | ausgeschieden | ausgeschieden    | ausgeschieden | ausgeschieden             | ausgeschieden             | ausgeschieden         | ausgeschieden         | ausgeschieden | ausgeschieden | 12     |
| Lin Zushen    | Klasse bis 86 kg  | P. Ambrocio   | G 11:0       | D. Punia         | V 3:6         | ausgeschieden    | ausgeschieden | ausgeschieden             | ausgeschieden             | ausgeschieden         | ausgeschieden         | ausgeschieden | ausgeschieden | 7      |
| Deng Zhiwei   | Klasse bis 125 kg | S. Kosyrew    | G 4:1        | G. Petriaschwili | V 2:5         | ausgeschieden    | ausgeschieden | D. Abdelmottaleb          | G 7:2                     | A. H. Zare            | V 0:5                 | ausgeschieden | ausgeschieden | 5      |

#### Griechisch-römischer Stil
Legende: G = Gewonnen, V = Verloren, S = Schultersieg
| Athleten        | Wettbewerb       | Achtelfinale | Achtelfinale | Viertelfinale | Viertelfinale | Halbfinale    | Halbfinale    | Hoffnungsrunde Halbfinale | Hoffnungsrunde Halbfinale | Hoffnungsrunde Finale | Hoffnungsrunde Finale | Finale        | Finale        | Rang   |
| Athleten        | Wettbewerb       | Gegner       | Ergebnis     | Gegner        | Ergebnis      | Gegner        | Ergebnis      | Gegner                    | Ergebnis                  | Gegner                | Ergebnis              | Gegner        | Ergebnis      | Rang   |
| --------------- | ---------------- | ------------ | ------------ | ------------- | ------------- | ------------- | ------------- | ------------------------- | ------------------------- | --------------------- | --------------------- | ------------- | ------------- | ------ |
| Männer          |                  |              |              |               |               |               |               |                           |                           |                       |                       |               |               |        |
| Walihan Sailike | Klasse bis 60 kg | E. Kinsinger | G 1:1        | K. Fumita     | V 1:1         | ausgeschieden | ausgeschieden | A. Fergat                 | G 6:1                     | L. Temirow            | G 1:1                 | ausgeschieden | ausgeschieden | Bronze |
| Peng Fei        | Klasse bis 87 kg | B. Sid Azara | V 1:11       | ausgeschieden | ausgeschieden | ausgeschieden | ausgeschieden | ausgeschieden             | ausgeschieden             | ausgeschieden         | ausgeschieden         | ausgeschieden | ausgeschieden | 16     |

### Rudern
| Athleten                                                                                             | Wettbewerb             | Vorlauf     | Vorlauf | Vorlauf       | Hoffnungslauf / Viertelfinale | Hoffnungslauf / Viertelfinale | Hoffnungslauf / Viertelfinale | Halbfinale    | Halbfinale    | Halbfinale    | Finale         | Finale        | Rang   |
| Athleten                                                                                             | Wettbewerb             | Zeit        | Platz   | Qualifikation | Zeit                          | Platz                         | Qualifikation                 | Zeit          | Platz         | Qualifikation | Zeit           | Platz         | Rang   |
| --- | ---------------------- | ----------- | ------- | ------------- | ----------------------------- | ----------------------------- | ----------------------------- | ------------- | ------------- | ------------- | -------------- | ------------- | ------ |
| Frauen                                                                                               |                        |             |         |               |                               |                               |                               |               |               |               |                |               |        |
| Jiang Yan                                                                                            | Einer                  | 7:53,14 min | 2       | Viertelfinale | 8:00,01 min                   | 3                             | Halbfinale A/B                | 7:27,30 min   | 3             | Finale A      | 7:21,33 min    | 6             | 6      |
| Shen Shuangmei Liu Xiaoxin                                                                           | Doppelzweier           | 7:03,78 min | 4       | Hoffnungslauf | 7:21,93 min                   | 4                             | -                             | ausgeschieden | ausgeschieden | ausgeschieden | ausgeschieden  | ausgeschieden | 13     |
| Chen Yunxia Zhang Ling Lyu Yang Cui Xiaotong                                                         | Doppelvierer           | 6:14,32 min | 1       | Finale A      | –                             | –                             | –                             | —             | —             | —             | 6:05,13 min WR | 1             | Gold   |
| Huang Kaifeng Liu Jinchao                                                                            | Zweier ohne Steuerfrau | 7:45,55 min | 4       | Hoffnungslauf | 7:45,17 min                   | 4                             | -                             | ausgeschieden | ausgeschieden | ausgeschieden | ausgeschieden  | ausgeschieden | 13     |
| Lin Xinyu Wang Fei Qin Miaomiao Lu Shiyu                                                             | Vierer ohne Steuerfrau | 6:38,54 min | 2       | Finale A      | –                             | –                             | –                             | —             | —             | —             | 6:25,13 min    | 5             | 5      |
| Wang Zifeng Wang Yuwei Xu Fei Miao Tian Zhang Min Ju Rui Li Jingjing Guo Linlin Zhang Dechang (Stm.) | Achter                 | 6:10,77 min | 3       | Hoffnungslauf | 5:55,69 min                   | 3                             | Finale                        | —             | —             | —             | 6:01,21 min    | 3             | Bronze |
| Männer                                                                                               |                        |             |         |               |                               |                               |                               |               |               |               |                |               |        |
| Liu Zhiyu Zhang Liang                                                                                | Doppelzweier           | 6:11,55 min | 2       | Halbfinale    | –                             | –                             | –                             | 6:23,11 min   | 2             | Finale A      | 6:03,63 min    | 3             | Bronze |
| Yi Xudi Zang Ha Liu Dang Zhang Quan                                                                  | Doppelvierer           | 5:43,44 min | 4       | Hoffnungslauf | 5:56,86 min                   | 3                             | Finale B                      | —             | —             | —             | 5:46,07 min    | 1             | 7      |

### Rugby
| Wettbewerb         | Frauen |
| ------------------ | --- |
| Athleten           | Yang Min Yan Meiling Tang Minglin Wu Juan Yu Xiaoming Wang Wanyu Chen Keyi Liu Xiaoqian Yang Feifei Gu Yaoyao Xu Xiaoyan Ruan Hongting Yu Liping |
| Trainer            | Euan Mackintosh |
| Gruppenphase       | Vereinigte Staaten (28:14) Australien (10:26) Japan (29:0)                                                                                       |
| Viertelfinale      | Frankreich (10:24) |
| Halbfinale         | ausgeschieden |
| Finale             | ausgeschieden |
| Platzierungsspiele | Vereinigte Staaten (14:33) ROC (22:10) |
| Platzierung        | 7 |

### Schießen
| Athleten                  | Wettbewerb                               | Qualifikation   | Qualifikation | Finale          | Finale        | Ringe/ Scheiben | Rang   |
| Athleten                  | Wettbewerb                               | Ringe/ Scheiben | Rang          | Ringe/ Scheiben | Rang          | Ringe/ Scheiben | Rang   |
| ------------------------- | ---------------------------------------- | --------------- | ------------- | --------------- | ------------- | --------------- | ------ |
| Frauen                    |                                          |                 |               |                 |               |                 |        |
| Jiang Ranxin              | Luftpistole 10 Meter                     | 587-23x         | 1             | 240,3           | 3             | 240,3           | Bronze |
| Lin Yuemei                | Luftpistole 10 Meter                     | 579-14x         | 4             | 176,6           | 5             | 176,6           | 5      |
| Wang Luyao                | Luftgewehr 10 Meter                      | 625,6           | 18            | ausgeschieden   | ausgeschieden | 625,6           | 18     |
| Yang Qian                 | Luftgewehr 10 Meter                      | 628,7           | 6             | 251,8           | 11            | 251,8           | Gold   |
| Xiao Jiaruixuan           | Sportpistole 25 Meter                    | 587             | 2             | 29              | 3             | 616             | Bronze |
| Xiong Yaxuan              | Sportpistole 25 Meter                    | 580             | 16            | ausgeschieden   | ausgeschieden | 580             | 16     |
| Chen Dongqi               | Kleinkaliber Dreistellungskampf 50 Meter | 1165            | 19            | ausgeschieden   | ausgeschieden | 1165            | 19     |
| Shi Mengyao               | Kleinkaliber Dreistellungskampf 50 Meter | 1171            | 9             | ausgeschieden   | ausgeschieden | 1171            | 9      |
| Wei Meng                  | Skeet                                    | 124             | 1             | 46              | 3             | 46              | Bronze |
| Zhang Donglian            | Skeet                                    | 116             | 17            | ausgeschieden   | ausgeschieden | 116             | 17     |
| Deng Weiyun               | Trap                                     | 115             | 18            | ausgeschieden   | ausgeschieden | 115             | 18     |
| Wang Xiaojing             | Trap                                     | 117             | 11            | ausgeschieden   | ausgeschieden | 117             | 11     |
| Männer                    |                                          |                 |               |                 |               |                 |        |
| Pang Wei                  | Luftpistole 10 Meter                     | 578             | 7             | 217,6           | 3             | 217,6           | Bronze |
| Zhang Bowen               | Luftpistole 10 Meter                     | 586             | 2             | 158,2           | 6             | 158,2           | 6      |
| Sheng Lihao               | Luftgewehr 10 Meter                      | 629,2           | 8             | 250,9           | 2             | 250,9           | Silber |
| Yang Haoran               | Luftgewehr 10 Meter                      | 632,7           | 1             | 229,4           | 3             | 229,4           | Bronze |
| Li Yuehong                | Schnellfeuerpistole 25 Meter             | 582             | 6             | 26              | 3             | 26              | Bronze |
| Lin Junmin                | Schnellfeuerpistole 25 Meter             | 584             | 6             | 12              | 6             | 12              | 6      |
| Zhang Changhong           | Kleinkaliber Dreistellungskampf 50 Meter | 1183            | 2             | 466,0           | 1             | 466             | Gold   |
| Zhao Zhonghao             | Kleinkaliber Dreistellungskampf 50 Meter | 1173            | 11            | ausgeschieden   | ausgeschieden | 1173            | 11     |
| Yu Haicheng               | Trap                                     | 123             | 5             | 24              | 5             | 24              | 5      |
| Mixed                     |                                          |                 |               |                 |               |                 |        |
| Zhang Yu Sheng Lihao      | Luftgewehr 10 Meter                      | 627,7           | 11            | ausgeschieden   | ausgeschieden | 627             | 11     |
| Yang Qian Yang Haoran     | Luftgewehr 10 Meter                      | 633,2           | 1             | 419,7           | 1             | 419             | Gold   |
| Jiang Ranxin Wei Pang     | Luftpistole 10 Meter                     | 581             | 3             | 387             | 1             | 387             | Gold   |
| Wang Qian He Zhengyang    | Luftpistole 10 Meter                     | 576             | 7             | 380             | 6             | 380             | 6      |
| Wang Xiaojing Yu Haicheng | Trap                                     | 144             | 9             | ausgeschieden   | ausgeschieden | 144             | 9      |

### Schwimmen
| Athleten                                                                         | Wettbewerb          | Vorlauf         | Vorlauf | Halbfinale    | Halbfinale    | Finale         | Finale        | Rang   |
| Athleten                                                                         | Wettbewerb          | Zeit            | Rang    | Zeit          | Rang          | Zeit           | Rang          | Rang   |
| -------------------------------------------------------------------------------- | ------------------- | --------------- | ------- | ------------- | ------------- | -------------- | ------------- | ------ |
| Frauen                                                                           |                     |                 |         |               |               |                |               |        |
| Wu Qingfeng                                                                      | 50 m Freistil       | 24,55 s         | 10      | 24,32 s       | 8             | 24,32 s        | 5             | 5      |
| Zhang Yufei                                                                      | 50 m Freistil       | 24,36 s         | 6       | 24,32 s       | 8             | Rückzug        | Rückzug       | 9      |
| Yang Junxuan                                                                     | 100 m Freistil      | 53,02 s         | 8       | Rückzug       | Rückzug       | Rückzug        | Rückzug       | 17     |
| Wu Qingfeng                                                                      | 100 m Freistil      | 53,87 s         | 18      | 54,86 s       | 16            | ausgeschieden  | ausgeschieden | 16     |
| Li Bingjie                                                                       | 200 m Freistil      | 1:59,03 min     | 20      | ausgeschieden | ausgeschieden | ausgeschieden  | ausgeschieden | 20     |
| Yang Junxuan                                                                     | 200 m Freistil      | 1:56,17 min     | 6       | 1:55,98 min   | 4             | 1:55,01 min    | 4             | 4      |
| Li Bingjie                                                                       | 400 m Freistil      | 4:01,57 min AS  | 2       | —             | —             | 4:01,08 min AS | 3             | Bronze |
| Tang Muhan                                                                       | 400 m Freistil      | 4:04,07 min     | 8       | —             | —             | 4:04,10 min    | 5             | 5      |
| Li Bingjie                                                                       | 800 m Freistil      | 8:22,49 min     | 10      | —             | —             | ausgeschieden  | ausgeschieden | 10     |
| Wang Jianjiahe                                                                   | 800 m Freistil      | 8:20,58 min     | 8       | —             | —             | 8:21,93 min    | 5             | 5      |
| Li Bingjie                                                                       | 1500 m Freistil     | 15:59,92 min    | 10      | —             | —             | ausgeschieden  | ausgeschieden | 10     |
| Wang Jianjiahe                                                                   | 1500 m Freistil     | 15:41,49 min AS | 2       | —             | —             | 15:46,37 min   | 4             | 4      |
| Tang Qianting                                                                    | 100 m Brust         | 1:06,47 min     | 10      | 1:06,63 min   | 10            | ausgeschieden  | ausgeschieden | 10     |
| Yu Jingyao                                                                       | 200 m Brust         | 2:23,17 min     | 8       | 2:24,76 min   | 12            | ausgeschieden  | ausgeschieden | 12     |
| Chen Jie                                                                         | 100 m Rücken        | 1:00,63 min     | 22      | ausgeschieden | ausgeschieden | ausgeschieden  | ausgeschieden | 22     |
| Peng Xuwei                                                                       | 100 m Rücken        | 59,78 s         | 9       | 59,98 s       | 12            | ausgeschieden  | ausgeschieden | 12     |
| Peng Xuwei                                                                       | 200 m Rücken        | 2:09,03 min     | 7       | 2:08,76 min   | 8             | 2:07,90 min    | 7             | 7      |
| Liu Yaxin                                                                        | 200 m Rücken        | 2:08,36 min     | 5       | 2:08,65 min   | 6             | 2:09,48 min    | 8             | 8      |
| Zhang Yufei                                                                      | 100 m Schmetterling | 55,82 s         | 1       | 55,89 s       | 1             | 55,64 s        | 2             | Silber |
| Yu Liyan                                                                         | 200 m Schmetterling | 2:08,36 min     | 3       | 2:07,04 min   | 5             | 2:07,85 min    | 6             | 6      |
| Zhang Yufei                                                                      | 200 m Schmetterling | 2:07,50 min     | 1       | 2:04,89 min   | 1             | 2:03,86 min OR | 1             | Gold   |
| Yu Yiting                                                                        | 200 m Lagen         | 2:10,22 min     | 8       | 2:09,72 min   | 4             | 2:09,57 min    | 5             | 5      |
| Yu Yiting                                                                        | 400 m Lagen         | 4:41,64 min     | 11      | —             | —             | ausgeschieden  | ausgeschieden | 11     |
| Cheng Yujie Zhu Menghui Ai Yanhan Wu Qingfeng                                    | 4 × 100 m Freistil  | 3:35,07 min AS  | 6       | —             | —             | 3:34,76 min AS | 7             | 7      |
| Yang Junxuan Tang Muhan Zhang Yufei Li Bingjie Zhang Yifan Dong Jie              | 4 × 200 m Freistil  | 7:48,98 min     | 3       | —             | —             | 7:40,33 min WR | 1             | Gold   |
| Peng Xuwei Tang Qianting Zhang Yufei Yang Junxuan Chen Jie Yu Yiting Wu Qingfeng | 4 × 100 m Lagen     | 3:57,70 min     | 8       | —             | —             | 3:54,13 min    | 4             | 4      |
| Xin Xin                                                                          | 10 km Freiwasser    | —               | —       | —             | —             | 2:00:10,1 h    | 8             | 8      |
| Männer                                                                           |                     |                 |         |               |               |                |               |        |
| Yu Hexin                                                                         | 50 m Freistil       | 22,14 s         | 19      | ausgeschieden | ausgeschieden | ausgeschieden  | ausgeschieden | 19     |
| He Junyi                                                                         | 100 m Freistil      | 48,50 s         | 18      | ausgeschieden | ausgeschieden | ausgeschieden  | ausgeschieden | 18     |
| Ji Xinjie                                                                        | 200 m Freistil      | 1:46,86 min     | 21      | ausgeschieden | ausgeschieden | ausgeschieden  | ausgeschieden | 21     |
| Ji Xinjie                                                                        | 400 m Freistil      | 3:48,27 min     | 19      | —             | —             | ausgeschieden  | ausgeschieden | 19     |
| Cheng Long                                                                       | 800 m Freistil      | 7:58,71 min     | 27      | —             | —             | ausgeschieden  | ausgeschieden | 27     |
| Cheng Long                                                                       | 1500 m Freistil     | 15:18,71 min    | 24      | —             | —             | ausgeschieden  | ausgeschieden | 24     |
| Xu Jiayu                                                                         | 100 m Rücken        | 52,70 s         | 3       | 52,94 s       | 6             | 52,51 s        | 5             | 5      |
| Xu Jiayu                                                                         | 200 m Rücken        | 1:57,76 min     | 15      | DNS           | DNS           | ausgeschieden  | ausgeschieden | 17     |
| Yan Zibei                                                                        | 100 m Brust         | 58,75 s         | 5       | 58,72 s       | 4             | 58,99 s        | 6             | 6      |
| Qin Haiyang                                                                      | 200 m Brust         | DSQ             | DSQ     | ausgeschieden | ausgeschieden | ausgeschieden  | ausgeschieden | –      |
| Sun Jiajun                                                                       | 100 m Schmetterling | 51,74 s         | 16      | 51,82 s       | 13            | ausgeschieden  | ausgeschieden | 13     |
| Qin Haiyang                                                                      | 200 m Lagen         | 1:58,95 min     | 26      | ausgeschieden | ausgeschieden | ausgeschieden  | ausgeschieden | 26     |
| Wang Shun                                                                        | 200 m Lagen         | 1:57,42 min     | 7       | 1:56,22 min   | 1             | 1:55,00 min    | 1             | Gold   |
| Wang Shun                                                                        | 400 m Lagen         | 4:10,63 min     | 10      | —             | —             | ausgeschieden  | ausgeschieden | 10     |
| Hong Jinquan Ji Xinjie Wang Shun Zhang Ziyang                                    | 4 × 200 m Freistil  | 7:08,27 min     | 9       | —             | —             | ausgeschieden  | ausgeschieden | 9      |
| He Junyi Sun Jiajun Xu Jiayu Yan Zibei                                           | 4 × 100 m Lagen     | 3:31,72 min     | 4       | —             | —             | DSQ            | DSQ           | –      |
| Mixed                                                                            |                     |                 |         |               |               |                |               |        |
| Xu Jiayu Yan Zibei Yang Junxuan Zhang Yufei                                      | 4 × 100 m Lagen     | 3:42,29 min     | 3       | —             | —             | 3:38,86 min    | 2             | Silber |

### Segeln
| Athleten                | Wettbewerb      | Qualifikation | Qualifikation | Medal Race    | Medal Race    | Punkte | Rang   |
| Athleten                | Wettbewerb      | Punkte        | Rang          | Punkte        | Rang          | Punkte | Rang   |
| ----------------------- | --------------- | ------------- | ------------- | ------------- | ------------- | ------ | ------ |
| Frauen                  |                 |               |               |               |               |        |        |
| Lu Yunxiu               | Windsurfen RS:X | 30            | 1             | 6             | 3             | 36     | Gold   |
| Zhang Dongshuang        | Laser Radial    | 188           | 24            | ausgeschieden | ausgeschieden | 188    | 24     |
| Wei Mengxi Gao Haiyan   | 470er           | 129           | 18            | ausgeschieden | ausgeschieden | 129    | 18     |
| Chen Shasha Ye Jin      | 49erFX          | 171           | 19            | ausgeschieden | ausgeschieden | 171    | 19     |
| Männer                  |                 |               |               |               |               |        |        |
| Bi Kun                  | Windsurfen RS:X | 67            | 5             | 8             | 4             | 75     | Bronze |
| Chen He                 | Finn Dinghy     | 124           | 15            | ausgeschieden | ausgeschieden | 124    | 15     |
| Wang Chao Xu Zangjun    | 470er           | 95            | 13            | ausgeschieden | ausgeschieden | 95     | 13     |
| Mixed                   |                 |               |               |               |               |        |        |
| Yang Xuezhe Hu Xiaoxiao | Nacra 17        | 167           | 16            | ausgeschieden | ausgeschieden | 167    | 16     |

### Skateboard
| Athleten    | Wettbewerb | Qualifikation | Qualifikation | Finale        | Finale        | Rang |
| Athleten    | Wettbewerb | Punkte        | Rang          | Punkte        | Rang          | Rang |
| ----------- | ---------- | ------------- | ------------- | ------------- | ------------- | ---- |
| Frauen      |            |               |               |               |               |      |
| Zhang Xin   | Park       | 28,16         | 15            | ausgeschieden | ausgeschieden | 15   |
| Zeng Wenhui | Street     | 12,31         | 6             | 9,66          | 6             | 6    |

### Sportklettern
| Athleten    | Wettbewerb             | Qualifikation | Qualifikation | Qualifikation | Qualifikation | Qualifikation | Finale        | Finale        | Finale        | Finale        | Finale        | Rang |
| Athleten    | Wettbewerb             | Speed         | Bouldern      | Schwierigkeit | Punkte        | Rang          | Speed         | Bouldern      | Schwierigkeit | Punkte        | Rang          | Rang |
| ----------- | ---------------------- | ------------- | ------------- | ------------- | ------------- | ------------- | ------------- | ------------- | ------------- | ------------- | ------------- | ---- |
| Frauen      |                        |               |               |               |               |               |               |               |               |               |               |      |
| Song Yiling | Olympische Kombination | 3             | 19            | 18            | 1026          | 12            | ausgeschieden | ausgeschieden | ausgeschieden | ausgeschieden | ausgeschieden | 12   |
| Männer      |                        |               |               |               |               |               |               |               |               |               |               |      |
| Pan Yufei   | Olympische Kombination | 20            | 8             | 7             | 1120          | 14            | ausgeschieden | ausgeschieden | ausgeschieden | ausgeschieden | ausgeschieden | 14   |

### Synchronschwimmen
| Athletinnen                                                                                 | Wettbewerb | Qualifikation     | Qualifikation     | Qualifikation  | Qualifikation  | Qualifikation | Qualifikation | Finale         | Finale         | Finale           | Finale           |
| Athletinnen                                                                                 | Wettbewerb | Technische Kür TK | Technische Kür TK | Freie Kür FK-Q | Freie Kür FK-Q | Gesamt        | Gesamt        | Freie Kür FK-F | Freie Kür FK-F | Gesamt TK + FK-F | Gesamt TK + FK-F |
| Athletinnen                                                                                 | Wettbewerb | Punkte            | Rang              | Punkte         | Rang           | Punkte        | Rang          | Punkte         | Rang           | Punkte           | Rang             |
| ------------------------------------------------------------------------------------------- | ---------- | ----------------- | ----------------- | -------------- | -------------- | ------------- | ------------- | -------------- | -------------- | ---------------- | ---------------- |
| Frauen                                                                                      |            |                   |                   |                |                |               |               |                |                |                  |                  |
| Huang Xuechen Sun Wenyan                                                                    | Duett      | 96,2333           | 2                 | 95,5499        | 2              | 191,7832      | 2             | 96,9000        | 2              | 192,4499         | Silber           |
| Huang Xuechen Sun Wenyan Feng Yu Guo Li Xiao Yanning Wang Qianyi Liang Xinping Yin Chengxin | Mannschaft | 96,2310           | 2                 | –              | –              | –             | –             | 97,3000        | 2              | 193,5310         | Silber           |

### Taekwondo
| Athleten     | Wettbewerb        | Achtelfinale    | Achtelfinale | Viertelfinale | Viertelfinale | Hoffnungsrunde Halbfinale | Hoffnungsrunde Halbfinale | Halbfinale    | Halbfinale    | Hoffnungsrunde Finale | Hoffnungsrunde Finale | Finale        | Finale        | Rang   |
| Athleten     | Wettbewerb        | Gegner          | Erg.         | Gegner        | Erg.          | Gegner                    | Erg.                      | Gegner        | Erg.          | Gegner                | Erg.                  | Gegner        | Erg.          | Rang   |
| ------------ | ----------------- | --------------- | ------------ | ------------- | ------------- | ------------------------- | ------------------------- | ------------- | ------------- | --------------------- | --------------------- | ------------- | ------------- | ------ |
| Frauen       |                   |                 |              |               |               |                           |                           |               |               |                       |                       |               |               |        |
| Wu Jingyu    | Klasse bis 49 kg  | D. Pouryounes   | 24:10        | A. Cerezo     | 2:33          | T. Bogdanović             | 9:12                      | ausgeschieden | ausgeschieden | ausgeschieden         | ausgeschieden         | ausgeschieden | ausgeschieden | 7      |
| Zhou Lijun   | Klasse bis 57 kg  | P. Adamkiewicz  | 31:17        | K. Alisadeh   | 8:9           | ausgeschieden             | ausgeschieden             | ausgeschieden | ausgeschieden | ausgeschieden         | ausgeschieden         | ausgeschieden | ausgeschieden | 9      |
| Zhang Mengyu | Klasse bis 67 kg  | N. Tursunqulova | 12:9         | R. Gbagbi     | 9:21          | ausgeschieden             | ausgeschieden             | ausgeschieden | ausgeschieden | ausgeschieden         | ausgeschieden         | ausgeschieden | ausgeschieden | 9      |
| Zheng Shuyin | Klasse über 67 kg | K. Ávila        | 20:1         | A. Laurin     | 6:14          | ausgeschieden             | ausgeschieden             | ausgeschieden | ausgeschieden | ausgeschieden         | ausgeschieden         | ausgeschieden | ausgeschieden | 9      |
| Männer       |                   |                 |              |               |               |                           |                           |               |               |                       |                       |               |               |        |
| Zhao Shuai   | Klasse bis 68 kg  | A. Sediqi       | 22:20        | B. Pié        | 13:8          | —                         | —                         | B. Sinden     | 25:33         | D.-h. Lee             | 17:15                 | ausgeschieden | ausgeschieden | Bronze |
| Sun Hongyi   | Klasse über 80 kg | M. Cho          | 7:4          | I. Šapina     | 8:6           | —                         | —                         | W. Larin      | 3:30          | R. Alba               | 4:5                   | ausgeschieden | ausgeschieden | 5      |

### Tennis
| Athleten                   | Wettbewerb | 1. Runde                      | 1. Runde          | 2. Runde      | 2. Runde      | Achtelfinale          | Achtelfinale  | Viertelfinale | Viertelfinale | Halbfinale    | Halbfinale    | Finale / Platz 3 | Finale / Platz 3 |
| Athleten                   | Wettbewerb | Gegner                        | Ergebnis          | Gegner        | Ergebnis      | Gegner                | Ergebnis      | Gegner        | Ergebnis      | Gegner        | Ergebnis      | Gegner           | Ergebnis         |
| -------------------------- | ---------- | ----------------------------- | ----------------- | ------------- | ------------- | --------------------- | ------------- | ------------- | ------------- | ------------- | ------------- | ---------------- | ---------------- |
| Frauen                     |            |                               |                   |               |               |                       |               |               |               |               |               |                  |                  |
| Zheng Saisai               | Einzel     | N. Ōsaka                      | 1:6, 4:6          | ausgeschieden | ausgeschieden | ausgeschieden         | ausgeschieden | ausgeschieden | ausgeschieden | ausgeschieden | ausgeschieden | ausgeschieden    | ausgeschieden    |
| Wang Qiang                 | Einzel     | V. Cepede Royg                | 6:4, 6:3          | G. Muguruza   | 3:6, 0:6      | ausgeschieden         | ausgeschieden | ausgeschieden | ausgeschieden | ausgeschieden | ausgeschieden | ausgeschieden    | ausgeschieden    |
| Xu Yifan Yang Zhaoxuan     | Doppel     | A. Krunić / N. Stojanović     | 4:6, 6:4, [18:16] | —             | —             | A. Barty / S. Sanders | 4:6, 4:6      | ausgeschieden | ausgeschieden | ausgeschieden | ausgeschieden | ausgeschieden    | ausgeschieden    |
| Duan Yingying Zheng Saisai | Doppel     | Ka. Plíšková / M. Vondroušová | 2:6, 1:6          | —             | —             | ausgeschieden         | ausgeschieden | ausgeschieden | ausgeschieden | ausgeschieden | ausgeschieden | ausgeschieden    | ausgeschieden    |

### Tischtennis
Durch den Mannschaftssieg bei der Asienmeisterschaft sicherte sich China sowohl bei den Männern als auch bei den Frauen einen Team- sowie zwei Einzel-Startplätze, durch den Sieg von Xu Xin/Liu Shiwen bei den ITTF World Tour Grand Finals 2019 zusätzlich einen Startplatz im Mixed und damit das maximal mögliche Kontingent.
| Athleten                         | Wettbewerb | 1. Runde | 1. Runde | 2. Runde | 2. Runde | 3. Runde    | 3. Runde | Achtelfinale     | Achtelfinale | Viertelfinale       | Viertelfinale | Halbfinale             | Halbfinale | Finale/Platz 3     | Finale/Platz 3 | Rang   |
| Athleten                         | Wettbewerb | Gegner   | Erg.     | Gegner   | Erg.     | Gegner      | Erg.     | Gegner           | Erg.         | Gegner              | Erg.          | Gegner                 | Erg.       | Gegner             | Erg.           | Rang   |
| -------------------------------- | ---------- | -------- | -------- | -------- | -------- | ----------- | -------- | ---------------- | ------------ | ------------------- | ------------- | ---------------------- | ---------- | ------------------ | -------------- | ------ |
| Frauen                           |            |          |          |          |          |             |          |                  |              |                     |               |                        |            |                    |                |        |
| Chen Meng                        | Einzel     | —        | —        | —        | —        | R. Moret    | 4:0      | Zhang M.         | 4:1          | Doo H. K.           | 4:2           | Yu M.                  | 4:0        | Sun Y.             | 4:2            | Gold   |
| Sun Yingsha                      | Einzel     | —        | —        | —        | —        | Yang X.     | 4:0      | Chen S.-y.       | 4:0          | Han Y.              | 4:0           | M. Itō                 | 4:0        | Chen M.            | 2:4            | Silber |
| Chen Meng Sun Yingsha Wang Manyu | Mannschaft | —        | —        | —        | —        | —           | —        | Österreich       | 3:0          | Singapur            | 3:0           | Deutschland            | 3:0        | Japan              | 3:0            | Gold   |
| Männer                           |            |          |          |          |          |             |          |                  |              |                     |               |                        |            |                    |                |        |
| Ma Long                          | Einzel     | —        | —        | —        | —        | K. Achanta  | 4:1      | S. Gauzy         | 4:1          | O. Assar            | 4:1           | D. Ovtcharov           | 4:3        | Fan Z.             | 4:2            | Gold   |
| Fan Zhendong                     | Einzel     | —        | —        | —        | —        | E. Lebesson | 4:0      | M. Freitas       | 4:1          | Jung Y.-s.          | 4:0           | Lin Y.-j.              | 4:3        | Ma L.              | 2:4            | Silber |
| Ma Long Fan Zhendong Xu Xin      | Mannschaft | —        | —        | —        | —        | —           | —        | Ägypten          | 3:0          | Frankreich          | 3:0           | Südkorea               | 3:0        | Deutschland        | 3:0            | Gold   |
| Mixed                            |            |          |          |          |          |             |          |                  |              |                     |               |                        |            |                    |                |        |
| Xu Xin Liu Shiwen                | Doppel     | —        | —        | —        | —        | —           | —        | E. Wang Zhang M. | 4:1          | O. Ionescu B. Szőcs | 4:0           | E. Lebesson Yuan J. N. | 4:0        | J. Mizutani M. Itō | 3:4            | Silber |

### Triathlon
| Athleten       | Wettbewerb | Zeit | Rang |
| -------------- | ---------- | ---- | ---- |
| Frauen         |            |      |      |
| Zhong Mengying | Einzel     | LAP  | LAP  |

### Turnen

#### Gerätturnen
| Athleten                                      | Wettbewerb           | Qualifikation | Qualifikation | Finale        | Finale        | Rang   |
| Athleten                                      | Wettbewerb           | Punkte        | Rang          | Punkte        | Rang          | Rang   |
| --------------------------------------------- | -------------------- | ------------- | ------------- | ------------- | ------------- | ------ |
| Frauen                                        |                      |               |               |               |               |        |
| Zhang Jin                                     | Boden                | 13,433        | 17            | ausgeschieden | ausgeschieden | 17     |
| Lu Yufei                                      | Boden                | 12,666        | 48            | ausgeschieden | ausgeschieden | 48     |
| Ou Yushan                                     | Boden                | DNS           | DNS           | ausgeschieden | ausgeschieden | –      |
| Tang Xijing                                   | Boden                | 13,366        | 20            | ausgeschieden | ausgeschieden | 20     |
| Guan Chenchen                                 | Schwebebalken        | 14,933        | 1             | 14,633        | 1             | Gold   |
| Zhang Jin                                     | Schwebebalken        | 13,966        | 10            | ausgeschieden | ausgeschieden | 10     |
| Lu Yufei                                      | Schwebebalken        | 14,100        | 5             | ausgeschieden | ausgeschieden | –      |
| Ou Yushan                                     | Schwebebalken        | 13,933        | 11            | ausgeschieden | ausgeschieden | 11     |
| Tang Xijing                                   | Schwebebalken        | 14,333        | 2             | 14,233        | 2             | Silber |
| Zhang Jin                                     | Sprung               | 14,433        | –             | ausgeschieden | ausgeschieden | –      |
| Lu Yufei                                      | Sprung               | 13,600        | –             | ausgeschieden | ausgeschieden | –      |
| Ou Yushan                                     | Sprung               | 13,633        | –             | ausgeschieden | ausgeschieden | –      |
| Tang Xijing                                   | Sprung               | 14,300        | –             | ausgeschieden | ausgeschieden | –      |
| Zhang Jin                                     | Stufenbarren         | 13,100        | 42            | ausgeschieden | ausgeschieden | 42     |
| Fan Yilin                                     | Stufenbarren         | 14,600        | 9             | 13,900        | 7             | 7      |
| Lu Yufei                                      | Stufenbarren         | 14,700        | 7             | 14,400        | 4             | 4      |
| Ou Yushan                                     | Stufenbarren         | 13,500        | 35            | ausgeschieden | ausgeschieden | 35     |
| Tang Xijing                                   | Stufenbarren         | 14,433        | 13            | ausgeschieden | ausgeschieden | 13     |
| Zhang Jin                                     | Mehrkampf Einzel     | 54,932        | 15            | ausgeschieden | ausgeschieden | –      |
| Lu Yufei                                      | Mehrkampf Einzel     | 55,066        | 14            | 52,799        | 18            | 18     |
| Ou Yushan                                     | Mehrkampf Einzel     | DNF           | DNF           | ausgeschieden | ausgeschieden | –      |
| Tang Xijing                                   | Mehrkampf Einzel     | 56,432        | 8             | 54,498        | 7             | 7      |
| Zhang Jin Lu Yufei Ou Yushan Tang Xijing      | Mehrkampf Mannschaft | 166,863       | 3             | 161,196       | 7             | 7      |
| Männer                                        |                      |               |               |               |               |        |
| Lin Chaopan                                   | Barren               | 14,733        | 25            | ausgeschieden | ausgeschieden | 25     |
| Sun Wei                                       | Barren               | 15,133        | 15            | ausgeschieden | ausgeschieden | 15     |
| Xiao Ruoteng                                  | Barren               | 15,400        | 6             | ausgeschieden | ausgeschieden | –      |
| Zou Jingyuan                                  | Barren               | 16,166        | 1             | 16,233        | 1             | Gold   |
| You Hao                                       | Barren               | 15,666        | 3             | 15,466        | 4             | 4      |
| Lin Chaopan                                   | Boden                | 13,966        | 26            | ausgeschieden | ausgeschieden | 26     |
| Sun Wei                                       | Boden                | 14,333        | 17            | ausgeschieden | ausgeschieden | 17     |
| Xiao Ruoteng                                  | Boden                | 14,866        | 7             | 14,766        | 3             | Bronze |
| Lin Chaopan                                   | Pauschenpferd        | 14,100        | 20            | ausgeschieden | ausgeschieden | 20     |
| Sun Wei                                       | Pauschenpferd        | 14,833        | 6             | 13,066        | 8             | 8      |
| Xiao Ruoteng                                  | Pauschenpferd        | 14,300        | 16            | ausgeschieden | ausgeschieden | 16     |
| Zou Jingyuan                                  | Pauschenpferd        | 14,600        | 12            | ausgeschieden | ausgeschieden | 12     |
| Lin Chaopan                                   | Reck                 | 14,200        | 11            | ausgeschieden | ausgeschieden | 11     |
| Sun Wei                                       | Reck                 | 14,000        | 18            | ausgeschieden | ausgeschieden | 18     |
| Xiao Ruoteng                                  | Reck                 | 14,266        | 10            | ausgeschieden | ausgeschieden | 10     |
| Lin Chaopan                                   | Ringe                | 13,433        | 41            | ausgeschieden | ausgeschieden | 41     |
| Sun Wei                                       | Ringe                | 14,233        | 18            | ausgeschieden | ausgeschieden | 18     |
| Xiao Ruoteng                                  | Ringe                | 14,200        | 21            | ausgeschieden | ausgeschieden | 21     |
| You Hao                                       | Ringe                | 14,800        | 8             | 15,300        | 2             | Silber |
| Liu Yang                                      | Ringe                | 15,300        | 2             | 15,500        | 1             | Gold   |
| Lin Chaopan                                   | Sprung               | 14,666        | –             | ausgeschieden | ausgeschieden | –      |
| Sun Wei                                       | Sprung               | 14,766        | –             | ausgeschieden | ausgeschieden | –      |
| Xiao Ruoteng                                  | Sprung               | 14,700        | –             | ausgeschieden | ausgeschieden | –      |
| Lin Chaopan                                   | Mehrkampf Einzel     | 85,098        | 12            | ausgeschieden | ausgeschieden | –      |
| Sun Wei                                       | Mehrkampf Einzel     | 87,298        | 4             | 87,798        | 4             | 4      |
| Xiao Ruoteng                                  | Mehrkampf Einzel     | 87,732        | 3             | 88,065        | 2             | Silber |
| Lin Chaopan Sun Wei Xiao Ruoteng Zou Jingyuan | Mehrkampf Mannschaft | 262,061       | 2             | 261,894       | 3             | Bronze |

#### Rhythmische Sportgymnastik
| Athletinnen                                            | Wettbewerb | Qualifikation | Qualifikation | Finale | Finale | Rang |
| Athletinnen                                            | Wettbewerb | Punkte        | Rang          | Punkte | Rang   | Rang |
| ------------------------------------------------------ | ---------- | ------------- | ------------- | ------ | ------ | ---- |
| Guo Qiqi Hao Ting Huang Zhangjiayang Liu Xin Xu Yanshu | Gruppe     | 83,600        | 5             | 84,550 | 4      | 4    |

#### Trampolinturnen
| Athleten     | Wettbewerb | Qualifikation | Qualifikation | Finale        | Finale        | Rang   |
| Athleten     | Wettbewerb | Punkte        | Rang          | Punkte        | Rang          | Rang   |
| ------------ | ---------- | ------------- | ------------- | ------------- | ------------- | ------ |
| Frauen       |            |               |               |               |               |        |
| Liu Lingling | Einzel     | 105,470       | 1             | 56,350        | 2             | Silber |
| Zhu Xueying  | Einzel     | 105,300       | 2             | 56,635        | 1             | Gold   |
| Männer       |            |               |               |               |               |        |
| Dong Dong    | Einzel     | 111,650       | 5             | 61,235        | 2             | Silber |
| Gao Lei      | Einzel     | 62,820        | 14            | ausgeschieden | ausgeschieden | 14     |

### Volleyball
| Wettbewerb    | Frauen |
| ------------- | --- |
| Athletinnen   | Yuan Xinyue Zhu Ting Gong Xiangyu Wang Yuanyuan Zhang Changning Liu Xiaotong Yao Di Li Yingying Ding Xia Yan Ni Wang Mengjie Liu Yanhan |
| Trainer       | Lang Ping |
| Gruppenphase  | Türkei (0:3) Vereinigte Staaten (0:3) ROC (2:3) Italien (3:0) Argentinien (3:0)                                                         |
| Viertelfinale | ausgeschieden |
| Halbfinale    | ausgeschieden |
| Finale        | ausgeschieden |
| Platzierung   | 9 |

### Wasserball
| Wettbewerb         | Frauen |
| ------------------ | --- |
| Athletinnen        | Peng Lin Wang Xinyan Mei Xiaohan Xiong Dunhan Niu Guannan Zhai Ying Lu Yiwen Wang Huan Deng Zewen Zhang Danyi Chen Xiao Zhang Jing Shen Yineng |
| Trainer            | Petar Porobić |
| Gruppenphase       | ROC (17:18) Vereinigte Staaten (7:12) Japan (16:11) Ungarn (11:9)                                                                              |
| Viertelfinale      | Spanien (7:11) |
| Platzierungsspiele | Niederlande (6:13) Kanada (7:16) |
| Halbfinale         | ausgeschieden |
| Finale             | ausgeschieden |
| Platzierung        | 8 |

### Wasserspringen
| Athleten               | Wettbewerb            | Vorkampf | Vorkampf | Halbfinale | Halbfinale | Finale | Finale | Rang   |
| Athleten               | Wettbewerb            | Punkte   | Rang     | Punkte     | Rang       | Punkte | Rang   | Rang   |
| ---------------------- | --------------------- | -------- | -------- | ---------- | ---------- | ------ | ------ | ------ |
| Frauen                 |                       |          |          |            |            |        |        |        |
| Shi Tingmao            | Kunstspringen 3 m     | 350,45   | 1        | 371,45     | 2          | 383,50 | 1      | Gold   |
| Wang Han               | Kunstspringen 3 m     | 347,25   | 2        | 346,85     | 1          | 348,75 | 2      | Silber |
| Chen Yuxi              | Turmspringen 10 m     | 390,70   | 1        | 407,75     | 2          | 425,40 | 2      | Silber |
| Quan Hongchan          | Turmspringen 10 m     | 364,45   | 2        | 415,65     | 1          | 466,20 | 1      | Gold   |
| Shi Tingmao Wang Han   | Synchronspringen 3 m  | —        | —        | —          | —          | 326,40 | 1      | Gold   |
| Chen Yuxi Zhang Jiaqi  | Synchronspringen 10 m | —        | —        | —          | —          | 363,78 | 1      | Gold   |
| Männer                 |                       |          |          |            |            |        |        |        |
| Xie Siyi               | Kunstspringen 3 m     | 520,90   | 2        | 543,45     | 1          | 558,75 | 1      | Gold   |
| Wang Zongyuan          | Kunstspringen 3 m     | 531,30   | 1        | 540,50     | 2          | 534,90 | 2      | Silber |
| Cao Yuan               | Turmspringen 10 m     | 529,30   | 2        | 513,70     | 1          | 582,35 | 1      | Gold   |
| Yang Jian              | Turmspringen 10 m     | 546,90   | 1        | 480,85     | 2          | 580,40 | 2      | Silber |
| Wang Zongyuan Xie Siyi | Synchronspringen 3 m  | —        | —        | —          | —          | 467,82 | 1      | Gold   |
| Cao Yuan Chen Aisen    | Synchronspringen 10 m | —        | —        | —          | —          | 470,58 | 2      | Silber |